# Albertosaurus sarcophagus
Albertosaurus (il cui nome significa "lucertola dell'Alberta" o anche chiamato "Ivanosauro") è un genere estinto di grande dinosauro teropode tirannosauride vissuto nel Cretaceo superiore, circa 71-68 milioni di anni fa (Maastrichtiano), in quello che oggi è il Nord America nordoccidentale. Il genere contiene una singola specie, la specie tipo A. sarcophagus, la quale aveva un areale apparentemente ristretto all'odierna provincia canadese dell'Alberta, da cui prende il nome il genere, sebbene una specie indeterminata ("cfr. Albertosaurus sp .") sia stata scoperta nelle formazioni Corral de Enmedio e Packard, in Messico. Tuttavia, diversi studiosi sono in disaccordo su quante specie rientrino effettivamente in questo genere, ed alcuni sostengono persino che Gorgosaurus libratus possa rappresentare una seconda specie.
In quanto tirannosauride, Albertosaurus era un grande predatore bipede dotato di arti anteriori proporzionatamente corti dotati di sole due dita, una testa massiccia armata da dozzine di denti grandi e affilati, un forte senso dell'olfatto, una potente visione binoculare e una forza di morso in grado di rompere le ossa, il che lo rendevano il superpredatore del suo ecosistema. Con i suoi 8-9 metri di lunghezza ed un peso di 1,7-2,5 tonnellate, Albertosaurus era uno dei più grandi vertebrati presenti nel suo ecosistema.
Dalla scoperta del primo esemplare nel 1884, sono stati recuperati ben oltre 30 individui fossili che forniscono agli scienziati una conoscenza più dettagliata dell'anatomia dell'animale rispetto a quella disponibile per la maggior parte degli altri tirannosauridi. La scoperta di 26 individui in un particolare sito potrebbe fornire la prova di un comportamento sociale tra questi animali, oltre a consentire agli studiosi di analizzare l'ontogenesi e la biologia della popolazione di Albertosaurus. Ciò è quasi impossibile con dinosauri meno conosciuti, poiché i loro resti sono più rari e frammentari rispetto a quelli di Albertosaurus.

## Descrizione

Dimensioni di A. sarcophagus a confronto con un uomo

Albertosaurus era un predatore bipede di grandi dimensioni, sebbene non raggiungesse le dimensioni di tirannosauridi giganti come Tarbosaurus e Tyrannosaurus. Un esemplare adulto di Albertosaurus in media poteva raggiungere fino ai 8–9 metri di lunghezza per un peso compreso tra le 1,7 e le 2,5 tonnellate in massa corporea.
La corporatura dell'animale era molto simile a quella di altri tirannosauridi snelli, come Gorgosaurus. Tipico dei teropodi, Albertosaurus era bipede e bilanciava la grossa testa e il busto con la coda. Tuttavia, come in altri tirannosauridi, gli arti anteriori erano molto ridotti in relazione alle dimensioni corporee e presentavano solo due dita artigliate funzionali, il secondo più lungo del primo. Gli arti posteriori erano lunghi e terminavano in un piede a quattro dita, il cui primo dito, l'alluce, era molto corto e non toccava terra. Il terzo dito era più lungo degli altri. Albertosaurus potrebbe essere stato in grado di raggiungere una velocità di camminata di 14-21 km/orari, ed è possibile che almeno gli individui più giovani, potessero raggiungere una velocità più elevata in corsa.
Sono note due impronte della pelle di Albertosaurus ed entrambe mostrano la presenza di squame. Una delle impronte è stata rinvenuta associata ad alcune costole gastraliche e all'impronta di un osso lungo non identificabile, indicando che l'impronta della pelle proviene dal ventre. Le squame sono ciottolose e diventano gradualmente più grandi e di forma esagonale. Sono conservate anche due squame più grandi, poste a 4,5 centimetri di distanza l'una dall'altra, rendendo Albertosaurus, insieme a Carnotaurus, gli unici teropodi conosciuti a mostrare impronte di pelle estese. L'altra impronta cutanea proviene da una parte sconosciuta del corpo. Le squame presenti nella seconda impronta sono piccole a forma di diamante e disposte in file.

### Cranio e denti

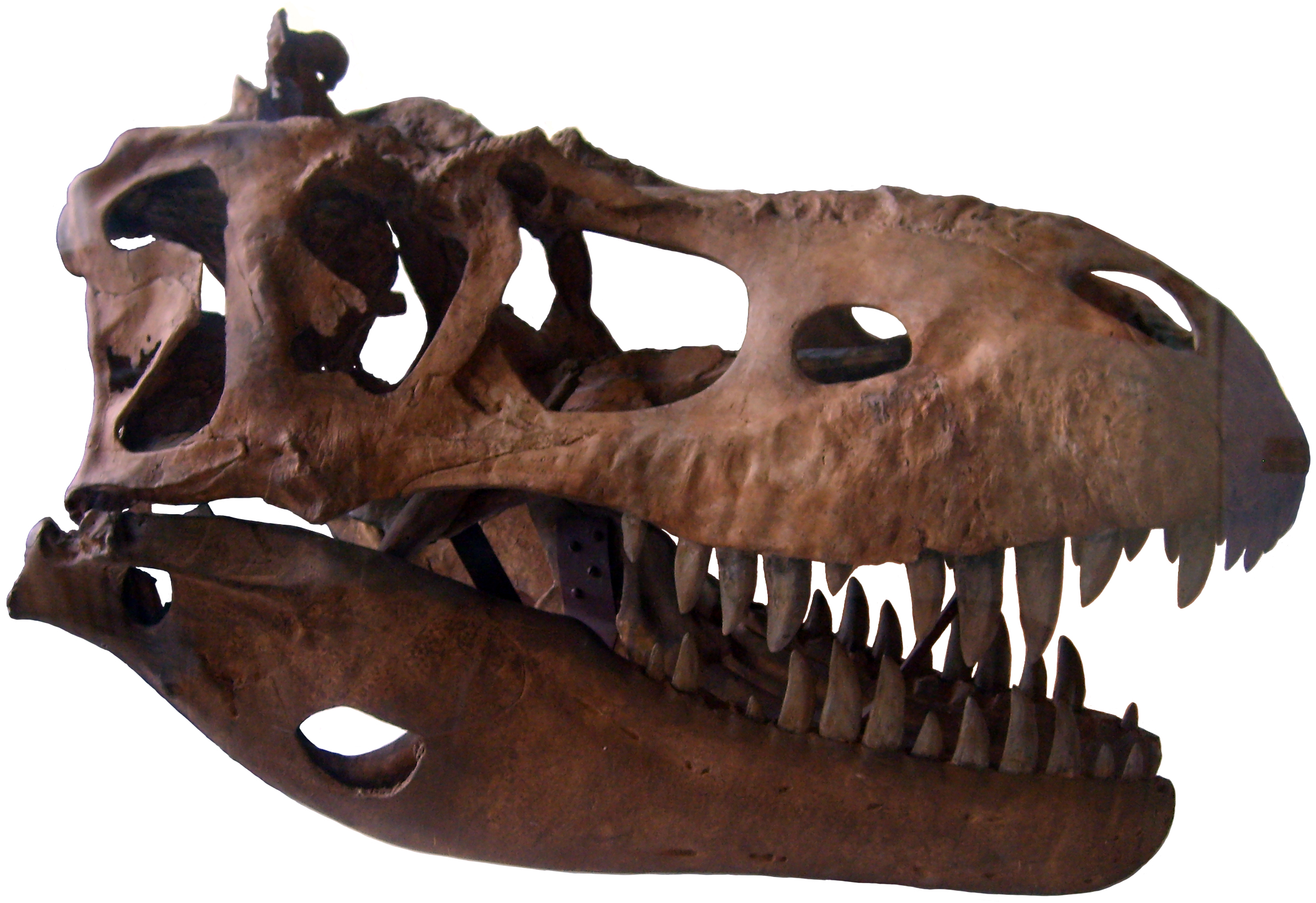
Calco del cranio al Museo Geologico di Copenaghen

Il massiccio cranio di Albertosaurus era sostenuto da un corto collo muscoloso, mantenuto ad S. Il cranio era lungo circa 1 metro negli adulti più grandi. Ampie aperture nel cranio, chiamate finestre, fornivano lo spazio per i siti d'attacco dei muscoli e gli organi sensoriali che ne riducevano il peso complessivo. Le sue lunghe mascelle contenevano in totale 58 o più denti a forma di banana, un numero che si avvicina a Gorgosaurus, che ne aveva 62, ma che differisce dai tirannosauridi più grandi che ne possedevano di meno. A differenza della maggior parte dei teropodi, Albertosaurus e altri tirannosauridi erano eterodonti, con denti di forme diverse a seconda della loro posizione nelle fauci. I denti premascellari sulla punta della mascella, quattro per lato, erano molto più piccoli e ravvicinati e a forma di D in sezione trasversale. Come nel caso di Tyrannosaurus, i denti mascellari erano adatti in forma generale per resistere alle forze laterali esercitate da una preda che si dimena. Tuttavia, la forza del morso di Albertosaurus non era formidabile come quella di Tyrannosaurus, con la forza massima, esercitata dai denti posteriori, che poteva raggiungere i 3.413 Newton. Sopra gli occhi erano presenti delle corte creste ossee, che in vita potrebbero essere state colorate e forse usate, in particolare dai maschi, nel corteggiamento per attirare una compagna.
Nel 2001, William Abler osservò che le dentellature dei denti di Albertosaurus assomigliano a una frattura del dente che termina con una rientranza rotonda, chiamata ampolla. I denti dei tirannosauridi venivano usati come punti di presa per staccare la carne dal corpo della preda, quindi quando un tirannosauro tirava indietro un pezzo di carne, la tensione poteva causare la diffusione di una seghettatura simile a una frattura attraverso il dente. Tuttavia, la presenza dell'ampolla distribuiva queste forze su una superficie più ampia e diminuiva il rischio di danni al dente sotto sforzo. La presenza di incisioni che terminano in rientranze ha paralleli nell'ingegneria umana. I liutai utilizzano incisioni che terminano con delle rientranze per, come descrive Abler, "impartire regioni alternate di flessibilità e rigidità" al legno su cui lavorano. L'uso di un trapano per creare una sorta di "ampolla" e prevenire la propagazione di crepe attraverso i materiali viene utilizzato anche per proteggere le superfici degli aerei. Abler ha dimostrato che una barra di plexiglass con incisioni chiamate "kerfs" e fori praticati era più del 25% più resistente di una con sole incisioni posizionate regolarmente. A differenza dei tirannosauri, predatori più antichi, come i fitosauri e Dimetrodon, non avevano adattamenti per impedire che le seghettature simili a fratture dei loro denti si diffondessero quando sottoposti a queste forze durante l'alimentazione.

## Classificazione

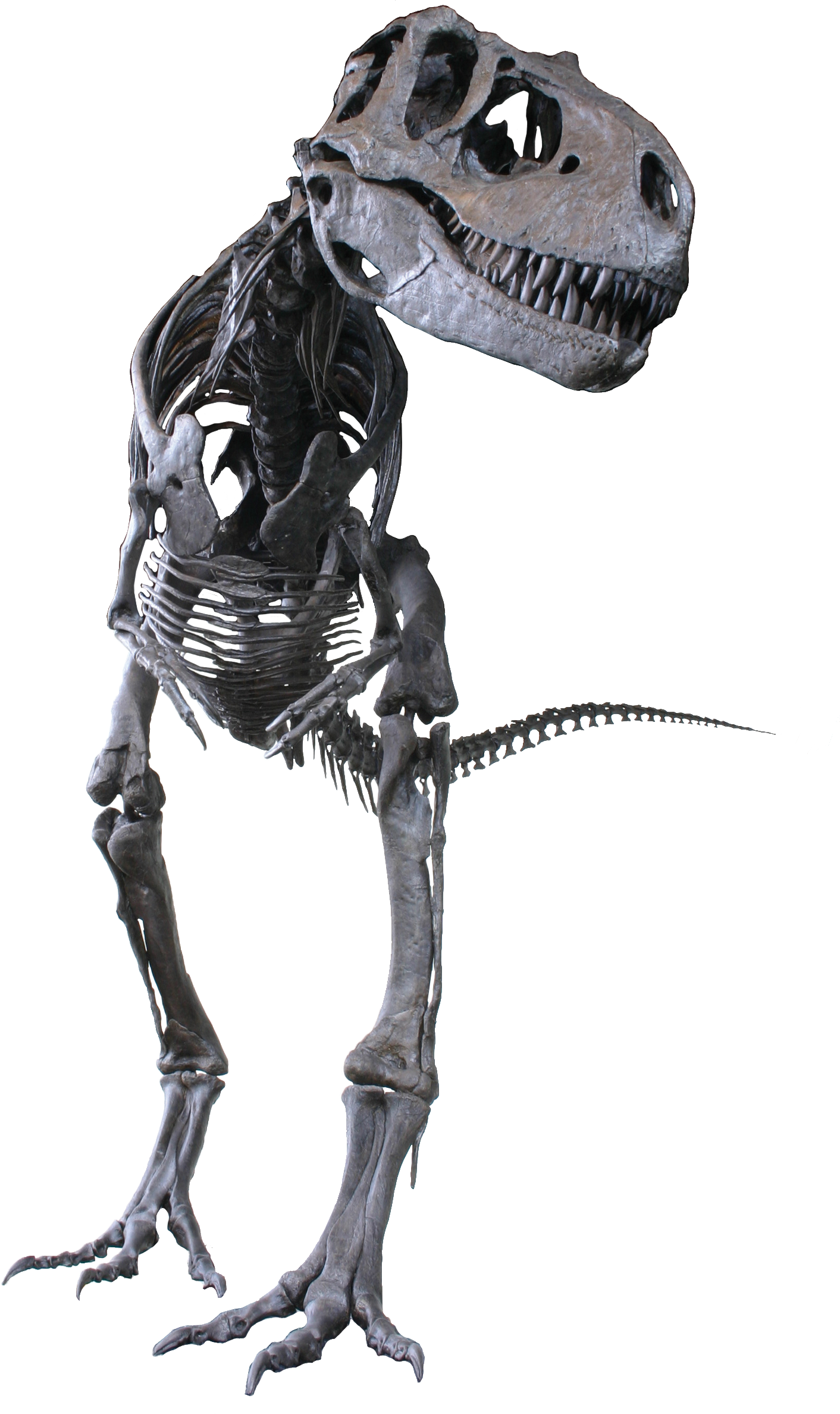
Scheletro ricostruito al Rocky Mountain Dinosaur Resource Center a Woodland Park, Colorado

Albertosaurus è un membro della famiglia Tyrannosauridae, in particolare della sottofamiglia Albertosaurinae. Il suo parente più prossimo è Gorgosaurus libratus risalente a strati geologici leggermente più vecchi (a volte sinonimizzato come Albertosaurus libratus). Queste due specie sono gli unici albertosaurini descritti, ma potrebbero esistere altre specie ancora non descritte. Nel 2004, Thomas Holtz identificò Appalachiosaurus come un albertosaurino, ma il suo studio inedito più recente lo colloca come un eotyrannosauro basale appena fuori da Tyrannosauridae, in accordo con altri autori.
L'altra principale sottofamiglia di tirannosauridi è Tyrannosaurinae, che comprende membri come Daspletosaurus, Tarbosaurus e Tyrannosaurus. Rispetto ai tirannosaurini più robusti, gli albertosaurini avevano una corporatura più snella, con crani proporzionalmente più piccoli e ossa più lunghe della parte inferiore delle gambe (tibia) e dei piedi (metatarsi e falangi).
Di seguito è riportato il cladogramma di Tyrannosauridae basato sull'analisi filogenetica condotta da Loewen et al. nel 2013.
|  | Gorgosaurus libratus      |
|  |                           |
|  | Albertosaurus sarcophagus |
|  |                           |

|  | Tyrannosaurus rex                                                              |
|  |                                                                                |
|  | \| \| Tarbosaurus bataar \| \| \| \| \| \| Zhuchengtyrannus magnus \| \| \| \| |
|  |                                                                                |
|  | Tarbosaurus bataar                                                             |
|  |                                                                                |
|  | Zhuchengtyrannus magnus                                                        |
|  |                                                                                |

|  | Tarbosaurus bataar      |
|  |                         |
|  | Zhuchengtyrannus magnus |
|  |                         |

|  | Tyrannosaurus rex                                                              |
|  |                                                                                |
|  | \| \| Tarbosaurus bataar \| \| \| \| \| \| Zhuchengtyrannus magnus \| \| \| \| |
|  |                                                                                |
|  | Tarbosaurus bataar                                                             |
|  |                                                                                |
|  | Zhuchengtyrannus magnus                                                        |
|  |                                                                                |

|  | Tarbosaurus bataar      |
|  |                         |
|  | Zhuchengtyrannus magnus |
|  |                         |

|  | Tyrannosaurus rex                                                              |
|  |                                                                                |
|  | \| \| Tarbosaurus bataar \| \| \| \| \| \| Zhuchengtyrannus magnus \| \| \| \| |
|  |                                                                                |
|  | Tarbosaurus bataar                                                             |
|  |                                                                                |
|  | Zhuchengtyrannus magnus                                                        |
|  |                                                                                |

|  | Tarbosaurus bataar      |
|  |                         |
|  | Zhuchengtyrannus magnus |
|  |                         |

|  | Tyrannosaurus rex                                                              |
|  |                                                                                |
|  | \| \| Tarbosaurus bataar \| \| \| \| \| \| Zhuchengtyrannus magnus \| \| \| \| |
|  |                                                                                |
|  | Tarbosaurus bataar                                                             |
|  |                                                                                |
|  | Zhuchengtyrannus magnus                                                        |
|  |                                                                                |

|  | Tarbosaurus bataar      |
|  |                         |
|  | Zhuchengtyrannus magnus |
|  |                         |

|  | Tyrannosaurus rex                                                              |
|  |                                                                                |
|  | \| \| Tarbosaurus bataar \| \| \| \| \| \| Zhuchengtyrannus magnus \| \| \| \| |
|  |                                                                                |
|  | Tarbosaurus bataar                                                             |
|  |                                                                                |
|  | Zhuchengtyrannus magnus                                                        |
|  |                                                                                |

|  | Tarbosaurus bataar      |
|  |                         |
|  | Zhuchengtyrannus magnus |
|  |                         |

|  | Tyrannosaurus rex                                                              |
|  |                                                                                |
|  | \| \| Tarbosaurus bataar \| \| \| \| \| \| Zhuchengtyrannus magnus \| \| \| \| |
|  |                                                                                |
|  | Tarbosaurus bataar                                                             |
|  |                                                                                |
|  | Zhuchengtyrannus magnus                                                        |
|  |                                                                                |

|  | Tarbosaurus bataar      |
|  |                         |
|  | Zhuchengtyrannus magnus |
|  |                         |

|  | Tyrannosaurus rex                                                              |
|  |                                                                                |
|  | \| \| Tarbosaurus bataar \| \| \| \| \| \| Zhuchengtyrannus magnus \| \| \| \| |
|  |                                                                                |
|  | Tarbosaurus bataar                                                             |
|  |                                                                                |
|  | Zhuchengtyrannus magnus                                                        |
|  |                                                                                |

|  | Tarbosaurus bataar      |
|  |                         |
|  | Zhuchengtyrannus magnus |
|  |                         |

|  | Tyrannosaurus rex                                                              |
|  |                                                                                |
|  | \| \| Tarbosaurus bataar \| \| \| \| \| \| Zhuchengtyrannus magnus \| \| \| \| |
|  |                                                                                |
|  | Tarbosaurus bataar                                                             |
|  |                                                                                |
|  | Zhuchengtyrannus magnus                                                        |
|  |                                                                                |

|  | Tarbosaurus bataar      |
|  |                         |
|  | Zhuchengtyrannus magnus |
|  |                         |

|  | Tyrannosaurus rex                                                              |
|  |                                                                                |
|  | \| \| Tarbosaurus bataar \| \| \| \| \| \| Zhuchengtyrannus magnus \| \| \| \| |
|  |                                                                                |
|  | Tarbosaurus bataar                                                             |
|  |                                                                                |
|  | Zhuchengtyrannus magnus                                                        |
|  |                                                                                |

|  | Tarbosaurus bataar      |
|  |                         |
|  | Zhuchengtyrannus magnus |
|  |                         |

|  | Tyrannosaurus rex                                                              |
|  |                                                                                |
|  | \| \| Tarbosaurus bataar \| \| \| \| \| \| Zhuchengtyrannus magnus \| \| \| \| |
|  |                                                                                |
|  | Tarbosaurus bataar                                                             |
|  |                                                                                |
|  | Zhuchengtyrannus magnus                                                        |
|  |                                                                                |

|  | Tarbosaurus bataar      |
|  |                         |
|  | Zhuchengtyrannus magnus |
|  |                         |

|  | Tyrannosaurus rex                                                              |
|  |                                                                                |
|  | \| \| Tarbosaurus bataar \| \| \| \| \| \| Zhuchengtyrannus magnus \| \| \| \| |
|  |                                                                                |
|  | Tarbosaurus bataar                                                             |
|  |                                                                                |
|  | Zhuchengtyrannus magnus                                                        |
|  |                                                                                |

|  | Tarbosaurus bataar      |
|  |                         |
|  | Zhuchengtyrannus magnus |
|  |                         |

|  | Tyrannosaurus rex                                                              |
|  |                                                                                |
|  | \| \| Tarbosaurus bataar \| \| \| \| \| \| Zhuchengtyrannus magnus \| \| \| \| |
|  |                                                                                |
|  | Tarbosaurus bataar                                                             |
|  |                                                                                |
|  | Zhuchengtyrannus magnus                                                        |
|  |                                                                                |

|  | Tarbosaurus bataar      |
|  |                         |
|  | Zhuchengtyrannus magnus |
|  |                         |

|  | Tyrannosaurus rex                                                              |
|  |                                                                                |
|  | \| \| Tarbosaurus bataar \| \| \| \| \| \| Zhuchengtyrannus magnus \| \| \| \| |
|  |                                                                                |
|  | Tarbosaurus bataar                                                             |
|  |                                                                                |
|  | Zhuchengtyrannus magnus                                                        |
|  |                                                                                |

|  | Tarbosaurus bataar      |
|  |                         |
|  | Zhuchengtyrannus magnus |
|  |                         |

|  | Tyrannosaurus rex                                                              |
|  |                                                                                |
|  | \| \| Tarbosaurus bataar \| \| \| \| \| \| Zhuchengtyrannus magnus \| \| \| \| |
|  |                                                                                |
|  | Tarbosaurus bataar                                                             |
|  |                                                                                |
|  | Zhuchengtyrannus magnus                                                        |
|  |                                                                                |

|  | Tarbosaurus bataar      |
|  |                         |
|  | Zhuchengtyrannus magnus |
|  |                         |

|  | Tyrannosaurus rex                                                              |
|  |                                                                                |
|  | \| \| Tarbosaurus bataar \| \| \| \| \| \| Zhuchengtyrannus magnus \| \| \| \| |
|  |                                                                                |
|  | Tarbosaurus bataar                                                             |
|  |                                                                                |
|  | Zhuchengtyrannus magnus                                                        |
|  |                                                                                |

|  | Tarbosaurus bataar      |
|  |                         |
|  | Zhuchengtyrannus magnus |
|  |                         |

|  | Tyrannosaurus rex                                                              |
|  |                                                                                |
|  | \| \| Tarbosaurus bataar \| \| \| \| \| \| Zhuchengtyrannus magnus \| \| \| \| |
|  |                                                                                |
|  | Tarbosaurus bataar                                                             |
|  |                                                                                |
|  | Zhuchengtyrannus magnus                                                        |
|  |                                                                                |

|  | Tarbosaurus bataar      |
|  |                         |
|  | Zhuchengtyrannus magnus |
|  |                         |

|  | Tyrannosaurus rex                                                              |
|  |                                                                                |
|  | \| \| Tarbosaurus bataar \| \| \| \| \| \| Zhuchengtyrannus magnus \| \| \| \| |
|  |                                                                                |
|  | Tarbosaurus bataar                                                             |
|  |                                                                                |
|  | Zhuchengtyrannus magnus                                                        |
|  |                                                                                |

|  | Tarbosaurus bataar      |
|  |                         |
|  | Zhuchengtyrannus magnus |
|  |                         |

|  | Tyrannosaurus rex                                                              |
|  |                                                                                |
|  | \| \| Tarbosaurus bataar \| \| \| \| \| \| Zhuchengtyrannus magnus \| \| \| \| |
|  |                                                                                |
|  | Tarbosaurus bataar                                                             |
|  |                                                                                |
|  | Zhuchengtyrannus magnus                                                        |
|  |                                                                                |

|  | Tarbosaurus bataar      |
|  |                         |
|  | Zhuchengtyrannus magnus |
|  |                         |

|  | Tyrannosaurus rex                                                              |
|  |                                                                                |
|  | \| \| Tarbosaurus bataar \| \| \| \| \| \| Zhuchengtyrannus magnus \| \| \| \| |
|  |                                                                                |
|  | Tarbosaurus bataar                                                             |
|  |                                                                                |
|  | Zhuchengtyrannus magnus                                                        |
|  |                                                                                |

|  | Tarbosaurus bataar      |
|  |                         |
|  | Zhuchengtyrannus magnus |
|  |                         |

|  | Tyrannosaurus rex                                                              |
|  |                                                                                |
|  | \| \| Tarbosaurus bataar \| \| \| \| \| \| Zhuchengtyrannus magnus \| \| \| \| |
|  |                                                                                |
|  | Tarbosaurus bataar                                                             |
|  |                                                                                |
|  | Zhuchengtyrannus magnus                                                        |
|  |                                                                                |

|  | Tarbosaurus bataar      |
|  |                         |
|  | Zhuchengtyrannus magnus |
|  |                         |

|  | Tyrannosaurus rex                                                              |
|  |                                                                                |
|  | \| \| Tarbosaurus bataar \| \| \| \| \| \| Zhuchengtyrannus magnus \| \| \| \| |
|  |                                                                                |
|  | Tarbosaurus bataar                                                             |
|  |                                                                                |
|  | Zhuchengtyrannus magnus                                                        |
|  |                                                                                |

|  | Tarbosaurus bataar      |
|  |                         |
|  | Zhuchengtyrannus magnus |
|  |                         |

|  | Tyrannosaurus rex                                                              |
|  |                                                                                |
|  | \| \| Tarbosaurus bataar \| \| \| \| \| \| Zhuchengtyrannus magnus \| \| \| \| |
|  |                                                                                |
|  | Tarbosaurus bataar                                                             |
|  |                                                                                |
|  | Zhuchengtyrannus magnus                                                        |
|  |                                                                                |

|  | Tarbosaurus bataar      |
|  |                         |
|  | Zhuchengtyrannus magnus |
|  |                         |

|  | Tyrannosaurus rex                                                              |
|  |                                                                                |
|  | \| \| Tarbosaurus bataar \| \| \| \| \| \| Zhuchengtyrannus magnus \| \| \| \| |
|  |                                                                                |
|  | Tarbosaurus bataar                                                             |
|  |                                                                                |
|  | Zhuchengtyrannus magnus                                                        |
|  |                                                                                |

|  | Tarbosaurus bataar      |
|  |                         |
|  | Zhuchengtyrannus magnus |
|  |                         |

|  | Tyrannosaurus rex                                                              |
|  |                                                                                |
|  | \| \| Tarbosaurus bataar \| \| \| \| \| \| Zhuchengtyrannus magnus \| \| \| \| |
|  |                                                                                |
|  | Tarbosaurus bataar                                                             |
|  |                                                                                |
|  | Zhuchengtyrannus magnus                                                        |
|  |                                                                                |

|  | Tarbosaurus bataar      |
|  |                         |
|  | Zhuchengtyrannus magnus |
|  |                         |

|  | Tyrannosaurus rex                                                              |
|  |                                                                                |
|  | \| \| Tarbosaurus bataar \| \| \| \| \| \| Zhuchengtyrannus magnus \| \| \| \| |
|  |                                                                                |
|  | Tarbosaurus bataar                                                             |
|  |                                                                                |
|  | Zhuchengtyrannus magnus                                                        |
|  |                                                                                |

|  | Tarbosaurus bataar      |
|  |                         |
|  | Zhuchengtyrannus magnus |
|  |                         |

|  | Tyrannosaurus rex                                                              |
|  |                                                                                |
|  | \| \| Tarbosaurus bataar \| \| \| \| \| \| Zhuchengtyrannus magnus \| \| \| \| |
|  |                                                                                |
|  | Tarbosaurus bataar                                                             |
|  |                                                                                |
|  | Zhuchengtyrannus magnus                                                        |
|  |                                                                                |

|  | Tarbosaurus bataar      |
|  |                         |
|  | Zhuchengtyrannus magnus |
|  |                         |

|  | Tyrannosaurus rex                                                              |
|  |                                                                                |
|  | \| \| Tarbosaurus bataar \| \| \| \| \| \| Zhuchengtyrannus magnus \| \| \| \| |
|  |                                                                                |
|  | Tarbosaurus bataar                                                             |
|  |                                                                                |
|  | Zhuchengtyrannus magnus                                                        |
|  |                                                                                |

|  | Tarbosaurus bataar      |
|  |                         |
|  | Zhuchengtyrannus magnus |
|  |                         |

|  | Tyrannosaurus rex                                                              |
|  |                                                                                |
|  | \| \| Tarbosaurus bataar \| \| \| \| \| \| Zhuchengtyrannus magnus \| \| \| \| |
|  |                                                                                |
|  | Tarbosaurus bataar                                                             |
|  |                                                                                |
|  | Zhuchengtyrannus magnus                                                        |
|  |                                                                                |

|  | Tarbosaurus bataar      |
|  |                         |
|  | Zhuchengtyrannus magnus |
|  |                         |

|  | Tyrannosaurus rex                                                              |
|  |                                                                                |
|  | \| \| Tarbosaurus bataar \| \| \| \| \| \| Zhuchengtyrannus magnus \| \| \| \| |
|  |                                                                                |
|  | Tarbosaurus bataar                                                             |
|  |                                                                                |
|  | Zhuchengtyrannus magnus                                                        |
|  |                                                                                |

|  | Tarbosaurus bataar      |
|  |                         |
|  | Zhuchengtyrannus magnus |
|  |                         |

|  | Tyrannosaurus rex                                                              |
|  |                                                                                |
|  | \| \| Tarbosaurus bataar \| \| \| \| \| \| Zhuchengtyrannus magnus \| \| \| \| |
|  |                                                                                |
|  | Tarbosaurus bataar                                                             |
|  |                                                                                |
|  | Zhuchengtyrannus magnus                                                        |
|  |                                                                                |

|  | Tarbosaurus bataar      |
|  |                         |
|  | Zhuchengtyrannus magnus |
|  |                         |

|  | Tyrannosaurus rex                                                              |
|  |                                                                                |
|  | \| \| Tarbosaurus bataar \| \| \| \| \| \| Zhuchengtyrannus magnus \| \| \| \| |
|  |                                                                                |
|  | Tarbosaurus bataar                                                             |
|  |                                                                                |
|  | Zhuchengtyrannus magnus                                                        |
|  |                                                                                |

|  | Tarbosaurus bataar      |
|  |                         |
|  | Zhuchengtyrannus magnus |
|  |                         |

|  | Tyrannosaurus rex                                                              |
|  |                                                                                |
|  | \| \| Tarbosaurus bataar \| \| \| \| \| \| Zhuchengtyrannus magnus \| \| \| \| |
|  |                                                                                |
|  | Tarbosaurus bataar                                                             |
|  |                                                                                |
|  | Zhuchengtyrannus magnus                                                        |
|  |                                                                                |

|  | Tarbosaurus bataar      |
|  |                         |
|  | Zhuchengtyrannus magnus |
|  |                         |

|  | Tyrannosaurus rex                                                              |
|  |                                                                                |
|  | \| \| Tarbosaurus bataar \| \| \| \| \| \| Zhuchengtyrannus magnus \| \| \| \| |
|  |                                                                                |
|  | Tarbosaurus bataar                                                             |
|  |                                                                                |
|  | Zhuchengtyrannus magnus                                                        |
|  |                                                                                |

|  | Tarbosaurus bataar      |
|  |                         |
|  | Zhuchengtyrannus magnus |
|  |                         |

|  | Tyrannosaurus rex                                                              |
|  |                                                                                |
|  | \| \| Tarbosaurus bataar \| \| \| \| \| \| Zhuchengtyrannus magnus \| \| \| \| |
|  |                                                                                |
|  | Tarbosaurus bataar                                                             |
|  |                                                                                |
|  | Zhuchengtyrannus magnus                                                        |
|  |                                                                                |

|  | Tarbosaurus bataar      |
|  |                         |
|  | Zhuchengtyrannus magnus |
|  |                         |

|  | Tyrannosaurus rex                                                              |
|  |                                                                                |
|  | \| \| Tarbosaurus bataar \| \| \| \| \| \| Zhuchengtyrannus magnus \| \| \| \| |
|  |                                                                                |
|  | Tarbosaurus bataar                                                             |
|  |                                                                                |
|  | Zhuchengtyrannus magnus                                                        |
|  |                                                                                |

|  | Tarbosaurus bataar      |
|  |                         |
|  | Zhuchengtyrannus magnus |
|  |                         |

|  | Tyrannosaurus rex                                                              |
|  |                                                                                |
|  | \| \| Tarbosaurus bataar \| \| \| \| \| \| Zhuchengtyrannus magnus \| \| \| \| |
|  |                                                                                |
|  | Tarbosaurus bataar                                                             |
|  |                                                                                |
|  | Zhuchengtyrannus magnus                                                        |
|  |                                                                                |

|  | Tarbosaurus bataar      |
|  |                         |
|  | Zhuchengtyrannus magnus |
|  |                         |

|  | Tyrannosaurus rex                                                              |
|  |                                                                                |
|  | \| \| Tarbosaurus bataar \| \| \| \| \| \| Zhuchengtyrannus magnus \| \| \| \| |
|  |                                                                                |
|  | Tarbosaurus bataar                                                             |
|  |                                                                                |
|  | Zhuchengtyrannus magnus                                                        |
|  |                                                                                |

|  | Tarbosaurus bataar      |
|  |                         |
|  | Zhuchengtyrannus magnus |
|  |                         |

|  | Tyrannosaurus rex                                                              |
|  |                                                                                |
|  | \| \| Tarbosaurus bataar \| \| \| \| \| \| Zhuchengtyrannus magnus \| \| \| \| |
|  |                                                                                |
|  | Tarbosaurus bataar                                                             |
|  |                                                                                |
|  | Zhuchengtyrannus magnus                                                        |
|  |                                                                                |

|  | Tarbosaurus bataar      |
|  |                         |
|  | Zhuchengtyrannus magnus |
|  |                         |

|  | Tyrannosaurus rex                                                              |
|  |                                                                                |
|  | \| \| Tarbosaurus bataar \| \| \| \| \| \| Zhuchengtyrannus magnus \| \| \| \| |
|  |                                                                                |
|  | Tarbosaurus bataar                                                             |
|  |                                                                                |
|  | Zhuchengtyrannus magnus                                                        |
|  |                                                                                |

|  | Tarbosaurus bataar      |
|  |                         |
|  | Zhuchengtyrannus magnus |
|  |                         |

|  | Tyrannosaurus rex                                                              |
|  |                                                                                |
|  | \| \| Tarbosaurus bataar \| \| \| \| \| \| Zhuchengtyrannus magnus \| \| \| \| |
|  |                                                                                |
|  | Tarbosaurus bataar                                                             |
|  |                                                                                |
|  | Zhuchengtyrannus magnus                                                        |
|  |                                                                                |

|  | Tarbosaurus bataar      |
|  |                         |
|  | Zhuchengtyrannus magnus |
|  |                         |

|  | Tyrannosaurus rex                                                              |
|  |                                                                                |
|  | \| \| Tarbosaurus bataar \| \| \| \| \| \| Zhuchengtyrannus magnus \| \| \| \| |
|  |                                                                                |
|  | Tarbosaurus bataar                                                             |
|  |                                                                                |
|  | Zhuchengtyrannus magnus                                                        |
|  |                                                                                |

|  | Tarbosaurus bataar      |
|  |                         |
|  | Zhuchengtyrannus magnus |
|  |                         |

|  | Tyrannosaurus rex                                                              |
|  |                                                                                |
|  | \| \| Tarbosaurus bataar \| \| \| \| \| \| Zhuchengtyrannus magnus \| \| \| \| |
|  |                                                                                |
|  | Tarbosaurus bataar                                                             |
|  |                                                                                |
|  | Zhuchengtyrannus magnus                                                        |
|  |                                                                                |

|  | Tarbosaurus bataar      |
|  |                         |
|  | Zhuchengtyrannus magnus |
|  |                         |

|  | Tyrannosaurus rex                                                              |
|  |                                                                                |
|  | \| \| Tarbosaurus bataar \| \| \| \| \| \| Zhuchengtyrannus magnus \| \| \| \| |
|  |                                                                                |
|  | Tarbosaurus bataar                                                             |
|  |                                                                                |
|  | Zhuchengtyrannus magnus                                                        |
|  |                                                                                |

|  | Tarbosaurus bataar      |
|  |                         |
|  | Zhuchengtyrannus magnus |
|  |                         |

|  | Tyrannosaurus rex                                                              |
|  |                                                                                |
|  | \| \| Tarbosaurus bataar \| \| \| \| \| \| Zhuchengtyrannus magnus \| \| \| \| |
|  |                                                                                |
|  | Tarbosaurus bataar                                                             |
|  |                                                                                |
|  | Zhuchengtyrannus magnus                                                        |
|  |                                                                                |

|  | Tarbosaurus bataar      |
|  |                         |
|  | Zhuchengtyrannus magnus |
|  |                         |

|  | Tyrannosaurus rex                                                              |
|  |                                                                                |
|  | \| \| Tarbosaurus bataar \| \| \| \| \| \| Zhuchengtyrannus magnus \| \| \| \| |
|  |                                                                                |
|  | Tarbosaurus bataar                                                             |
|  |                                                                                |
|  | Zhuchengtyrannus magnus                                                        |
|  |                                                                                |

|  | Tarbosaurus bataar      |
|  |                         |
|  | Zhuchengtyrannus magnus |
|  |                         |

|  | Tyrannosaurus rex                                                              |
|  |                                                                                |
|  | \| \| Tarbosaurus bataar \| \| \| \| \| \| Zhuchengtyrannus magnus \| \| \| \| |
|  |                                                                                |
|  | Tarbosaurus bataar                                                             |
|  |                                                                                |
|  | Zhuchengtyrannus magnus                                                        |
|  |                                                                                |

|  | Tarbosaurus bataar      |
|  |                         |
|  | Zhuchengtyrannus magnus |
|  |                         |

|  | Tyrannosaurus rex                                                              |
|  |                                                                                |
|  | \| \| Tarbosaurus bataar \| \| \| \| \| \| Zhuchengtyrannus magnus \| \| \| \| |
|  |                                                                                |
|  | Tarbosaurus bataar                                                             |
|  |                                                                                |
|  | Zhuchengtyrannus magnus                                                        |
|  |                                                                                |

|  | Tarbosaurus bataar      |
|  |                         |
|  | Zhuchengtyrannus magnus |
|  |                         |

|  | Tyrannosaurus rex                                                              |
|  |                                                                                |
|  | \| \| Tarbosaurus bataar \| \| \| \| \| \| Zhuchengtyrannus magnus \| \| \| \| |
|  |                                                                                |
|  | Tarbosaurus bataar                                                             |
|  |                                                                                |
|  | Zhuchengtyrannus magnus                                                        |
|  |                                                                                |

|  | Tarbosaurus bataar      |
|  |                         |
|  | Zhuchengtyrannus magnus |
|  |                         |

|  | Tyrannosaurus rex                                                              |
|  |                                                                                |
|  | \| \| Tarbosaurus bataar \| \| \| \| \| \| Zhuchengtyrannus magnus \| \| \| \| |
|  |                                                                                |
|  | Tarbosaurus bataar                                                             |
|  |                                                                                |
|  | Zhuchengtyrannus magnus                                                        |
|  |                                                                                |

|  | Tarbosaurus bataar      |
|  |                         |
|  | Zhuchengtyrannus magnus |
|  |                         |

|  | Tyrannosaurus rex                                                              |
|  |                                                                                |
|  | \| \| Tarbosaurus bataar \| \| \| \| \| \| Zhuchengtyrannus magnus \| \| \| \| |
|  |                                                                                |
|  | Tarbosaurus bataar                                                             |
|  |                                                                                |
|  | Zhuchengtyrannus magnus                                                        |
|  |                                                                                |

|  | Tarbosaurus bataar      |
|  |                         |
|  | Zhuchengtyrannus magnus |
|  |                         |

|  | Tyrannosaurus rex                                                              |
|  |                                                                                |
|  | \| \| Tarbosaurus bataar \| \| \| \| \| \| Zhuchengtyrannus magnus \| \| \| \| |
|  |                                                                                |
|  | Tarbosaurus bataar                                                             |
|  |                                                                                |
|  | Zhuchengtyrannus magnus                                                        |
|  |                                                                                |

|  | Tarbosaurus bataar      |
|  |                         |
|  | Zhuchengtyrannus magnus |
|  |                         |

|  | Tyrannosaurus rex                                                              |
|  |                                                                                |
|  | \| \| Tarbosaurus bataar \| \| \| \| \| \| Zhuchengtyrannus magnus \| \| \| \| |
|  |                                                                                |
|  | Tarbosaurus bataar                                                             |
|  |                                                                                |
|  | Zhuchengtyrannus magnus                                                        |
|  |                                                                                |

|  | Tarbosaurus bataar      |
|  |                         |
|  | Zhuchengtyrannus magnus |
|  |                         |

|  | Tyrannosaurus rex                                                              |
|  |                                                                                |
|  | \| \| Tarbosaurus bataar \| \| \| \| \| \| Zhuchengtyrannus magnus \| \| \| \| |
|  |                                                                                |
|  | Tarbosaurus bataar                                                             |
|  |                                                                                |
|  | Zhuchengtyrannus magnus                                                        |
|  |                                                                                |

|  | Tarbosaurus bataar      |
|  |                         |
|  | Zhuchengtyrannus magnus |
|  |                         |

|  | Tyrannosaurus rex                                                              |
|  |                                                                                |
|  | \| \| Tarbosaurus bataar \| \| \| \| \| \| Zhuchengtyrannus magnus \| \| \| \| |
|  |                                                                                |
|  | Tarbosaurus bataar                                                             |
|  |                                                                                |
|  | Zhuchengtyrannus magnus                                                        |
|  |                                                                                |

|  | Tarbosaurus bataar      |
|  |                         |
|  | Zhuchengtyrannus magnus |
|  |                         |

|  | Tyrannosaurus rex                                                              |
|  |                                                                                |
|  | \| \| Tarbosaurus bataar \| \| \| \| \| \| Zhuchengtyrannus magnus \| \| \| \| |
|  |                                                                                |
|  | Tarbosaurus bataar                                                             |
|  |                                                                                |
|  | Zhuchengtyrannus magnus                                                        |
|  |                                                                                |

|  | Tarbosaurus bataar      |
|  |                         |
|  | Zhuchengtyrannus magnus |
|  |                         |

|  | Tyrannosaurus rex                                                              |
|  |                                                                                |
|  | \| \| Tarbosaurus bataar \| \| \| \| \| \| Zhuchengtyrannus magnus \| \| \| \| |
|  |                                                                                |
|  | Tarbosaurus bataar                                                             |
|  |                                                                                |
|  | Zhuchengtyrannus magnus                                                        |
|  |                                                                                |

|  | Tarbosaurus bataar      |
|  |                         |
|  | Zhuchengtyrannus magnus |
|  |                         |

|  | Tyrannosaurus rex                                                              |
|  |                                                                                |
|  | \| \| Tarbosaurus bataar \| \| \| \| \| \| Zhuchengtyrannus magnus \| \| \| \| |
|  |                                                                                |
|  | Tarbosaurus bataar                                                             |
|  |                                                                                |
|  | Zhuchengtyrannus magnus                                                        |
|  |                                                                                |

|  | Tarbosaurus bataar      |
|  |                         |
|  | Zhuchengtyrannus magnus |
|  |                         |

|  | Tyrannosaurus rex                                                              |
|  |                                                                                |
|  | \| \| Tarbosaurus bataar \| \| \| \| \| \| Zhuchengtyrannus magnus \| \| \| \| |
|  |                                                                                |
|  | Tarbosaurus bataar                                                             |
|  |                                                                                |
|  | Zhuchengtyrannus magnus                                                        |
|  |                                                                                |

|  | Tarbosaurus bataar      |
|  |                         |
|  | Zhuchengtyrannus magnus |
|  |                         |

|  | Tyrannosaurus rex                                                              |
|  |                                                                                |
|  | \| \| Tarbosaurus bataar \| \| \| \| \| \| Zhuchengtyrannus magnus \| \| \| \| |
|  |                                                                                |
|  | Tarbosaurus bataar                                                             |
|  |                                                                                |
|  | Zhuchengtyrannus magnus                                                        |
|  |                                                                                |

|  | Tarbosaurus bataar      |
|  |                         |
|  | Zhuchengtyrannus magnus |
|  |                         |

|  | Tyrannosaurus rex                                                              |
|  |                                                                                |
|  | \| \| Tarbosaurus bataar \| \| \| \| \| \| Zhuchengtyrannus magnus \| \| \| \| |
|  |                                                                                |
|  | Tarbosaurus bataar                                                             |
|  |                                                                                |
|  | Zhuchengtyrannus magnus                                                        |
|  |                                                                                |

|  | Tarbosaurus bataar      |
|  |                         |
|  | Zhuchengtyrannus magnus |
|  |                         |

|  | Tyrannosaurus rex                                                              |
|  |                                                                                |
|  | \| \| Tarbosaurus bataar \| \| \| \| \| \| Zhuchengtyrannus magnus \| \| \| \| |
|  |                                                                                |
|  | Tarbosaurus bataar                                                             |
|  |                                                                                |
|  | Zhuchengtyrannus magnus                                                        |
|  |                                                                                |

|  | Tarbosaurus bataar      |
|  |                         |
|  | Zhuchengtyrannus magnus |
|  |                         |

|  | Tyrannosaurus rex                                                              |
|  |                                                                                |
|  | \| \| Tarbosaurus bataar \| \| \| \| \| \| Zhuchengtyrannus magnus \| \| \| \| |
|  |                                                                                |
|  | Tarbosaurus bataar                                                             |
|  |                                                                                |
|  | Zhuchengtyrannus magnus                                                        |
|  |                                                                                |

|  | Tarbosaurus bataar      |
|  |                         |
|  | Zhuchengtyrannus magnus |
|  |                         |

|  | Tyrannosaurus rex                                                              |
|  |                                                                                |
|  | \| \| Tarbosaurus bataar \| \| \| \| \| \| Zhuchengtyrannus magnus \| \| \| \| |
|  |                                                                                |
|  | Tarbosaurus bataar                                                             |
|  |                                                                                |
|  | Zhuchengtyrannus magnus                                                        |
|  |                                                                                |

|  | Tarbosaurus bataar      |
|  |                         |
|  | Zhuchengtyrannus magnus |
|  |                         |

|  | Tyrannosaurus rex                                                              |
|  |                                                                                |
|  | \| \| Tarbosaurus bataar \| \| \| \| \| \| Zhuchengtyrannus magnus \| \| \| \| |
|  |                                                                                |
|  | Tarbosaurus bataar                                                             |
|  |                                                                                |
|  | Zhuchengtyrannus magnus                                                        |
|  |                                                                                |

|  | Tarbosaurus bataar      |
|  |                         |
|  | Zhuchengtyrannus magnus |
|  |                         |

|  | Gorgosaurus libratus      |
|  |                           |
|  | Albertosaurus sarcophagus |
|  |                           |

|  | Tyrannosaurus rex                                                              |
|  |                                                                                |
|  | \| \| Tarbosaurus bataar \| \| \| \| \| \| Zhuchengtyrannus magnus \| \| \| \| |
|  |                                                                                |
|  | Tarbosaurus bataar                                                             |
|  |                                                                                |
|  | Zhuchengtyrannus magnus                                                        |
|  |                                                                                |

|  | Tarbosaurus bataar      |
|  |                         |
|  | Zhuchengtyrannus magnus |
|  |                         |

|  | Tyrannosaurus rex                                                              |
|  |                                                                                |
|  | \| \| Tarbosaurus bataar \| \| \| \| \| \| Zhuchengtyrannus magnus \| \| \| \| |
|  |                                                                                |
|  | Tarbosaurus bataar                                                             |
|  |                                                                                |
|  | Zhuchengtyrannus magnus                                                        |
|  |                                                                                |

|  | Tarbosaurus bataar      |
|  |                         |
|  | Zhuchengtyrannus magnus |
|  |                         |

|  | Tyrannosaurus rex                                                              |
|  |                                                                                |
|  | \| \| Tarbosaurus bataar \| \| \| \| \| \| Zhuchengtyrannus magnus \| \| \| \| |
|  |                                                                                |
|  | Tarbosaurus bataar                                                             |
|  |                                                                                |
|  | Zhuchengtyrannus magnus                                                        |
|  |                                                                                |

|  | Tarbosaurus bataar      |
|  |                         |
|  | Zhuchengtyrannus magnus |
|  |                         |

|  | Tyrannosaurus rex                                                              |
|  |                                                                                |
|  | \| \| Tarbosaurus bataar \| \| \| \| \| \| Zhuchengtyrannus magnus \| \| \| \| |
|  |                                                                                |
|  | Tarbosaurus bataar                                                             |
|  |                                                                                |
|  | Zhuchengtyrannus magnus                                                        |
|  |                                                                                |

|  | Tarbosaurus bataar      |
|  |                         |
|  | Zhuchengtyrannus magnus |
|  |                         |

|  | Tyrannosaurus rex                                                              |
|  |                                                                                |
|  | \| \| Tarbosaurus bataar \| \| \| \| \| \| Zhuchengtyrannus magnus \| \| \| \| |
|  |                                                                                |
|  | Tarbosaurus bataar                                                             |
|  |                                                                                |
|  | Zhuchengtyrannus magnus                                                        |
|  |                                                                                |

|  | Tarbosaurus bataar      |
|  |                         |
|  | Zhuchengtyrannus magnus |
|  |                         |

|  | Tyrannosaurus rex                                                              |
|  |                                                                                |
|  | \| \| Tarbosaurus bataar \| \| \| \| \| \| Zhuchengtyrannus magnus \| \| \| \| |
|  |                                                                                |
|  | Tarbosaurus bataar                                                             |
|  |                                                                                |
|  | Zhuchengtyrannus magnus                                                        |
|  |                                                                                |

|  | Tarbosaurus bataar      |
|  |                         |
|  | Zhuchengtyrannus magnus |
|  |                         |

|  | Tyrannosaurus rex                                                              |
|  |                                                                                |
|  | \| \| Tarbosaurus bataar \| \| \| \| \| \| Zhuchengtyrannus magnus \| \| \| \| |
|  |                                                                                |
|  | Tarbosaurus bataar                                                             |
|  |                                                                                |
|  | Zhuchengtyrannus magnus                                                        |
|  |                                                                                |

|  | Tarbosaurus bataar      |
|  |                         |
|  | Zhuchengtyrannus magnus |
|  |                         |

|  | Tyrannosaurus rex                                                              |
|  |                                                                                |
|  | \| \| Tarbosaurus bataar \| \| \| \| \| \| Zhuchengtyrannus magnus \| \| \| \| |
|  |                                                                                |
|  | Tarbosaurus bataar                                                             |
|  |                                                                                |
|  | Zhuchengtyrannus magnus                                                        |
|  |                                                                                |

|  | Tarbosaurus bataar      |
|  |                         |
|  | Zhuchengtyrannus magnus |
|  |                         |

|  | Tyrannosaurus rex                                                              |
|  |                                                                                |
|  | \| \| Tarbosaurus bataar \| \| \| \| \| \| Zhuchengtyrannus magnus \| \| \| \| |
|  |                                                                                |
|  | Tarbosaurus bataar                                                             |
|  |                                                                                |
|  | Zhuchengtyrannus magnus                                                        |
|  |                                                                                |

|  | Tarbosaurus bataar      |
|  |                         |
|  | Zhuchengtyrannus magnus |
|  |                         |

|  | Tyrannosaurus rex                                                              |
|  |                                                                                |
|  | \| \| Tarbosaurus bataar \| \| \| \| \| \| Zhuchengtyrannus magnus \| \| \| \| |
|  |                                                                                |
|  | Tarbosaurus bataar                                                             |
|  |                                                                                |
|  | Zhuchengtyrannus magnus                                                        |
|  |                                                                                |

|  | Tarbosaurus bataar      |
|  |                         |
|  | Zhuchengtyrannus magnus |
|  |                         |

|  | Tyrannosaurus rex                                                              |
|  |                                                                                |
|  | \| \| Tarbosaurus bataar \| \| \| \| \| \| Zhuchengtyrannus magnus \| \| \| \| |
|  |                                                                                |
|  | Tarbosaurus bataar                                                             |
|  |                                                                                |
|  | Zhuchengtyrannus magnus                                                        |
|  |                                                                                |

|  | Tarbosaurus bataar      |
|  |                         |
|  | Zhuchengtyrannus magnus |
|  |                         |

|  | Tyrannosaurus rex                                                              |
|  |                                                                                |
|  | \| \| Tarbosaurus bataar \| \| \| \| \| \| Zhuchengtyrannus magnus \| \| \| \| |
|  |                                                                                |
|  | Tarbosaurus bataar                                                             |
|  |                                                                                |
|  | Zhuchengtyrannus magnus                                                        |
|  |                                                                                |

|  | Tarbosaurus bataar      |
|  |                         |
|  | Zhuchengtyrannus magnus |
|  |                         |

|  | Tyrannosaurus rex                                                              |
|  |                                                                                |
|  | \| \| Tarbosaurus bataar \| \| \| \| \| \| Zhuchengtyrannus magnus \| \| \| \| |
|  |                                                                                |
|  | Tarbosaurus bataar                                                             |
|  |                                                                                |
|  | Zhuchengtyrannus magnus                                                        |
|  |                                                                                |

|  | Tarbosaurus bataar      |
|  |                         |
|  | Zhuchengtyrannus magnus |
|  |                         |

|  | Tyrannosaurus rex                                                              |
|  |                                                                                |
|  | \| \| Tarbosaurus bataar \| \| \| \| \| \| Zhuchengtyrannus magnus \| \| \| \| |
|  |                                                                                |
|  | Tarbosaurus bataar                                                             |
|  |                                                                                |
|  | Zhuchengtyrannus magnus                                                        |
|  |                                                                                |

|  | Tarbosaurus bataar      |
|  |                         |
|  | Zhuchengtyrannus magnus |
|  |                         |

|  | Tyrannosaurus rex                                                              |
|  |                                                                                |
|  | \| \| Tarbosaurus bataar \| \| \| \| \| \| Zhuchengtyrannus magnus \| \| \| \| |
|  |                                                                                |
|  | Tarbosaurus bataar                                                             |
|  |                                                                                |
|  | Zhuchengtyrannus magnus                                                        |
|  |                                                                                |

|  | Tarbosaurus bataar      |
|  |                         |
|  | Zhuchengtyrannus magnus |
|  |                         |

|  | Tyrannosaurus rex                                                              |
|  |                                                                                |
|  | \| \| Tarbosaurus bataar \| \| \| \| \| \| Zhuchengtyrannus magnus \| \| \| \| |
|  |                                                                                |
|  | Tarbosaurus bataar                                                             |
|  |                                                                                |
|  | Zhuchengtyrannus magnus                                                        |
|  |                                                                                |

|  | Tarbosaurus bataar      |
|  |                         |
|  | Zhuchengtyrannus magnus |
|  |                         |

|  | Tyrannosaurus rex                                                              |
|  |                                                                                |
|  | \| \| Tarbosaurus bataar \| \| \| \| \| \| Zhuchengtyrannus magnus \| \| \| \| |
|  |                                                                                |
|  | Tarbosaurus bataar                                                             |
|  |                                                                                |
|  | Zhuchengtyrannus magnus                                                        |
|  |                                                                                |

|  | Tarbosaurus bataar      |
|  |                         |
|  | Zhuchengtyrannus magnus |
|  |                         |

|  | Tyrannosaurus rex                                                              |
|  |                                                                                |
|  | \| \| Tarbosaurus bataar \| \| \| \| \| \| Zhuchengtyrannus magnus \| \| \| \| |
|  |                                                                                |
|  | Tarbosaurus bataar                                                             |
|  |                                                                                |
|  | Zhuchengtyrannus magnus                                                        |
|  |                                                                                |

|  | Tarbosaurus bataar      |
|  |                         |
|  | Zhuchengtyrannus magnus |
|  |                         |

|  | Tyrannosaurus rex                                                              |
|  |                                                                                |
|  | \| \| Tarbosaurus bataar \| \| \| \| \| \| Zhuchengtyrannus magnus \| \| \| \| |
|  |                                                                                |
|  | Tarbosaurus bataar                                                             |
|  |                                                                                |
|  | Zhuchengtyrannus magnus                                                        |
|  |                                                                                |

|  | Tarbosaurus bataar      |
|  |                         |
|  | Zhuchengtyrannus magnus |
|  |                         |

|  | Tyrannosaurus rex                                                              |
|  |                                                                                |
|  | \| \| Tarbosaurus bataar \| \| \| \| \| \| Zhuchengtyrannus magnus \| \| \| \| |
|  |                                                                                |
|  | Tarbosaurus bataar                                                             |
|  |                                                                                |
|  | Zhuchengtyrannus magnus                                                        |
|  |                                                                                |

|  | Tarbosaurus bataar      |
|  |                         |
|  | Zhuchengtyrannus magnus |
|  |                         |

|  | Tyrannosaurus rex                                                              |
|  |                                                                                |
|  | \| \| Tarbosaurus bataar \| \| \| \| \| \| Zhuchengtyrannus magnus \| \| \| \| |
|  |                                                                                |
|  | Tarbosaurus bataar                                                             |
|  |                                                                                |
|  | Zhuchengtyrannus magnus                                                        |
|  |                                                                                |

|  | Tarbosaurus bataar      |
|  |                         |
|  | Zhuchengtyrannus magnus |
|  |                         |

|  | Tyrannosaurus rex                                                              |
|  |                                                                                |
|  | \| \| Tarbosaurus bataar \| \| \| \| \| \| Zhuchengtyrannus magnus \| \| \| \| |
|  |                                                                                |
|  | Tarbosaurus bataar                                                             |
|  |                                                                                |
|  | Zhuchengtyrannus magnus                                                        |
|  |                                                                                |

|  | Tarbosaurus bataar      |
|  |                         |
|  | Zhuchengtyrannus magnus |
|  |                         |

|  | Tyrannosaurus rex                                                              |
|  |                                                                                |
|  | \| \| Tarbosaurus bataar \| \| \| \| \| \| Zhuchengtyrannus magnus \| \| \| \| |
|  |                                                                                |
|  | Tarbosaurus bataar                                                             |
|  |                                                                                |
|  | Zhuchengtyrannus magnus                                                        |
|  |                                                                                |

|  | Tarbosaurus bataar      |
|  |                         |
|  | Zhuchengtyrannus magnus |
|  |                         |

|  | Tyrannosaurus rex                                                              |
|  |                                                                                |
|  | \| \| Tarbosaurus bataar \| \| \| \| \| \| Zhuchengtyrannus magnus \| \| \| \| |
|  |                                                                                |
|  | Tarbosaurus bataar                                                             |
|  |                                                                                |
|  | Zhuchengtyrannus magnus                                                        |
|  |                                                                                |

|  | Tarbosaurus bataar      |
|  |                         |
|  | Zhuchengtyrannus magnus |
|  |                         |

|  | Tyrannosaurus rex                                                              |
|  |                                                                                |
|  | \| \| Tarbosaurus bataar \| \| \| \| \| \| Zhuchengtyrannus magnus \| \| \| \| |
|  |                                                                                |
|  | Tarbosaurus bataar                                                             |
|  |                                                                                |
|  | Zhuchengtyrannus magnus                                                        |
|  |                                                                                |

|  | Tarbosaurus bataar      |
|  |                         |
|  | Zhuchengtyrannus magnus |
|  |                         |

|  | Tyrannosaurus rex                                                              |
|  |                                                                                |
|  | \| \| Tarbosaurus bataar \| \| \| \| \| \| Zhuchengtyrannus magnus \| \| \| \| |
|  |                                                                                |
|  | Tarbosaurus bataar                                                             |
|  |                                                                                |
|  | Zhuchengtyrannus magnus                                                        |
|  |                                                                                |

|  | Tarbosaurus bataar      |
|  |                         |
|  | Zhuchengtyrannus magnus |
|  |                         |

|  | Tyrannosaurus rex                                                              |
|  |                                                                                |
|  | \| \| Tarbosaurus bataar \| \| \| \| \| \| Zhuchengtyrannus magnus \| \| \| \| |
|  |                                                                                |
|  | Tarbosaurus bataar                                                             |
|  |                                                                                |
|  | Zhuchengtyrannus magnus                                                        |
|  |                                                                                |

|  | Tarbosaurus bataar      |
|  |                         |
|  | Zhuchengtyrannus magnus |
|  |                         |

|  | Tyrannosaurus rex                                                              |
|  |                                                                                |
|  | \| \| Tarbosaurus bataar \| \| \| \| \| \| Zhuchengtyrannus magnus \| \| \| \| |
|  |                                                                                |
|  | Tarbosaurus bataar                                                             |
|  |                                                                                |
|  | Zhuchengtyrannus magnus                                                        |
|  |                                                                                |

|  | Tarbosaurus bataar      |
|  |                         |
|  | Zhuchengtyrannus magnus |
|  |                         |

|  | Tyrannosaurus rex                                                              |
|  |                                                                                |
|  | \| \| Tarbosaurus bataar \| \| \| \| \| \| Zhuchengtyrannus magnus \| \| \| \| |
|  |                                                                                |
|  | Tarbosaurus bataar                                                             |
|  |                                                                                |
|  | Zhuchengtyrannus magnus                                                        |
|  |                                                                                |

|  | Tarbosaurus bataar      |
|  |                         |
|  | Zhuchengtyrannus magnus |
|  |                         |

|  | Tyrannosaurus rex                                                              |
|  |                                                                                |
|  | \| \| Tarbosaurus bataar \| \| \| \| \| \| Zhuchengtyrannus magnus \| \| \| \| |
|  |                                                                                |
|  | Tarbosaurus bataar                                                             |
|  |                                                                                |
|  | Zhuchengtyrannus magnus                                                        |
|  |                                                                                |

|  | Tarbosaurus bataar      |
|  |                         |
|  | Zhuchengtyrannus magnus |
|  |                         |

|  | Tyrannosaurus rex                                                              |
|  |                                                                                |
|  | \| \| Tarbosaurus bataar \| \| \| \| \| \| Zhuchengtyrannus magnus \| \| \| \| |
|  |                                                                                |
|  | Tarbosaurus bataar                                                             |
|  |                                                                                |
|  | Zhuchengtyrannus magnus                                                        |
|  |                                                                                |

|  | Tarbosaurus bataar      |
|  |                         |
|  | Zhuchengtyrannus magnus |
|  |                         |

|  | Tyrannosaurus rex                                                              |
|  |                                                                                |
|  | \| \| Tarbosaurus bataar \| \| \| \| \| \| Zhuchengtyrannus magnus \| \| \| \| |
|  |                                                                                |
|  | Tarbosaurus bataar                                                             |
|  |                                                                                |
|  | Zhuchengtyrannus magnus                                                        |
|  |                                                                                |

|  | Tarbosaurus bataar      |
|  |                         |
|  | Zhuchengtyrannus magnus |
|  |                         |

|  | Tyrannosaurus rex                                                              |
|  |                                                                                |
|  | \| \| Tarbosaurus bataar \| \| \| \| \| \| Zhuchengtyrannus magnus \| \| \| \| |
|  |                                                                                |
|  | Tarbosaurus bataar                                                             |
|  |                                                                                |
|  | Zhuchengtyrannus magnus                                                        |
|  |                                                                                |

|  | Tarbosaurus bataar      |
|  |                         |
|  | Zhuchengtyrannus magnus |
|  |                         |

|  | Tyrannosaurus rex                                                              |
|  |                                                                                |
|  | \| \| Tarbosaurus bataar \| \| \| \| \| \| Zhuchengtyrannus magnus \| \| \| \| |
|  |                                                                                |
|  | Tarbosaurus bataar                                                             |
|  |                                                                                |
|  | Zhuchengtyrannus magnus                                                        |
|  |                                                                                |

|  | Tarbosaurus bataar      |
|  |                         |
|  | Zhuchengtyrannus magnus |
|  |                         |

|  | Tyrannosaurus rex                                                              |
|  |                                                                                |
|  | \| \| Tarbosaurus bataar \| \| \| \| \| \| Zhuchengtyrannus magnus \| \| \| \| |
|  |                                                                                |
|  | Tarbosaurus bataar                                                             |
|  |                                                                                |
|  | Zhuchengtyrannus magnus                                                        |
|  |                                                                                |

|  | Tarbosaurus bataar      |
|  |                         |
|  | Zhuchengtyrannus magnus |
|  |                         |

|  | Tyrannosaurus rex                                                              |
|  |                                                                                |
|  | \| \| Tarbosaurus bataar \| \| \| \| \| \| Zhuchengtyrannus magnus \| \| \| \| |
|  |                                                                                |
|  | Tarbosaurus bataar                                                             |
|  |                                                                                |
|  | Zhuchengtyrannus magnus                                                        |
|  |                                                                                |

|  | Tarbosaurus bataar      |
|  |                         |
|  | Zhuchengtyrannus magnus |
|  |                         |

|  | Tyrannosaurus rex                                                              |
|  |                                                                                |
|  | \| \| Tarbosaurus bataar \| \| \| \| \| \| Zhuchengtyrannus magnus \| \| \| \| |
|  |                                                                                |
|  | Tarbosaurus bataar                                                             |
|  |                                                                                |
|  | Zhuchengtyrannus magnus                                                        |
|  |                                                                                |

|  | Tarbosaurus bataar      |
|  |                         |
|  | Zhuchengtyrannus magnus |
|  |                         |

|  | Tyrannosaurus rex                                                              |
|  |                                                                                |
|  | \| \| Tarbosaurus bataar \| \| \| \| \| \| Zhuchengtyrannus magnus \| \| \| \| |
|  |                                                                                |
|  | Tarbosaurus bataar                                                             |
|  |                                                                                |
|  | Zhuchengtyrannus magnus                                                        |
|  |                                                                                |

|  | Tarbosaurus bataar      |
|  |                         |
|  | Zhuchengtyrannus magnus |
|  |                         |

|  | Tyrannosaurus rex                                                              |
|  |                                                                                |
|  | \| \| Tarbosaurus bataar \| \| \| \| \| \| Zhuchengtyrannus magnus \| \| \| \| |
|  |                                                                                |
|  | Tarbosaurus bataar                                                             |
|  |                                                                                |
|  | Zhuchengtyrannus magnus                                                        |
|  |                                                                                |

|  | Tarbosaurus bataar      |
|  |                         |
|  | Zhuchengtyrannus magnus |
|  |                         |

|  | Tyrannosaurus rex                                                              |
|  |                                                                                |
|  | \| \| Tarbosaurus bataar \| \| \| \| \| \| Zhuchengtyrannus magnus \| \| \| \| |
|  |                                                                                |
|  | Tarbosaurus bataar                                                             |
|  |                                                                                |
|  | Zhuchengtyrannus magnus                                                        |
|  |                                                                                |

|  | Tarbosaurus bataar      |
|  |                         |
|  | Zhuchengtyrannus magnus |
|  |                         |

|  | Tyrannosaurus rex                                                              |
|  |                                                                                |
|  | \| \| Tarbosaurus bataar \| \| \| \| \| \| Zhuchengtyrannus magnus \| \| \| \| |
|  |                                                                                |
|  | Tarbosaurus bataar                                                             |
|  |                                                                                |
|  | Zhuchengtyrannus magnus                                                        |
|  |                                                                                |

|  | Tarbosaurus bataar      |
|  |                         |
|  | Zhuchengtyrannus magnus |
|  |                         |

|  | Tyrannosaurus rex                                                              |
|  |                                                                                |
|  | \| \| Tarbosaurus bataar \| \| \| \| \| \| Zhuchengtyrannus magnus \| \| \| \| |
|  |                                                                                |
|  | Tarbosaurus bataar                                                             |
|  |                                                                                |
|  | Zhuchengtyrannus magnus                                                        |
|  |                                                                                |

|  | Tarbosaurus bataar      |
|  |                         |
|  | Zhuchengtyrannus magnus |
|  |                         |

|  | Tyrannosaurus rex                                                              |
|  |                                                                                |
|  | \| \| Tarbosaurus bataar \| \| \| \| \| \| Zhuchengtyrannus magnus \| \| \| \| |
|  |                                                                                |
|  | Tarbosaurus bataar                                                             |
|  |                                                                                |
|  | Zhuchengtyrannus magnus                                                        |
|  |                                                                                |

|  | Tarbosaurus bataar      |
|  |                         |
|  | Zhuchengtyrannus magnus |
|  |                         |

|  | Tyrannosaurus rex                                                              |
|  |                                                                                |
|  | \| \| Tarbosaurus bataar \| \| \| \| \| \| Zhuchengtyrannus magnus \| \| \| \| |
|  |                                                                                |
|  | Tarbosaurus bataar                                                             |
|  |                                                                                |
|  | Zhuchengtyrannus magnus                                                        |
|  |                                                                                |

|  | Tarbosaurus bataar      |
|  |                         |
|  | Zhuchengtyrannus magnus |
|  |                         |

|  | Tyrannosaurus rex                                                              |
|  |                                                                                |
|  | \| \| Tarbosaurus bataar \| \| \| \| \| \| Zhuchengtyrannus magnus \| \| \| \| |
|  |                                                                                |
|  | Tarbosaurus bataar                                                             |
|  |                                                                                |
|  | Zhuchengtyrannus magnus                                                        |
|  |                                                                                |

|  | Tarbosaurus bataar      |
|  |                         |
|  | Zhuchengtyrannus magnus |
|  |                         |

|  | Tyrannosaurus rex                                                              |
|  |                                                                                |
|  | \| \| Tarbosaurus bataar \| \| \| \| \| \| Zhuchengtyrannus magnus \| \| \| \| |
|  |                                                                                |
|  | Tarbosaurus bataar                                                             |
|  |                                                                                |
|  | Zhuchengtyrannus magnus                                                        |
|  |                                                                                |

|  | Tarbosaurus bataar      |
|  |                         |
|  | Zhuchengtyrannus magnus |
|  |                         |

|  | Tyrannosaurus rex                                                              |
|  |                                                                                |
|  | \| \| Tarbosaurus bataar \| \| \| \| \| \| Zhuchengtyrannus magnus \| \| \| \| |
|  |                                                                                |
|  | Tarbosaurus bataar                                                             |
|  |                                                                                |
|  | Zhuchengtyrannus magnus                                                        |
|  |                                                                                |

|  | Tarbosaurus bataar      |
|  |                         |
|  | Zhuchengtyrannus magnus |
|  |                         |

|  | Tyrannosaurus rex                                                              |
|  |                                                                                |
|  | \| \| Tarbosaurus bataar \| \| \| \| \| \| Zhuchengtyrannus magnus \| \| \| \| |
|  |                                                                                |
|  | Tarbosaurus bataar                                                             |
|  |                                                                                |
|  | Zhuchengtyrannus magnus                                                        |
|  |                                                                                |

|  | Tarbosaurus bataar      |
|  |                         |
|  | Zhuchengtyrannus magnus |
|  |                         |

|  | Tyrannosaurus rex                                                              |
|  |                                                                                |
|  | \| \| Tarbosaurus bataar \| \| \| \| \| \| Zhuchengtyrannus magnus \| \| \| \| |
|  |                                                                                |
|  | Tarbosaurus bataar                                                             |
|  |                                                                                |
|  | Zhuchengtyrannus magnus                                                        |
|  |                                                                                |

|  | Tarbosaurus bataar      |
|  |                         |
|  | Zhuchengtyrannus magnus |
|  |                         |

|  | Tyrannosaurus rex                                                              |
|  |                                                                                |
|  | \| \| Tarbosaurus bataar \| \| \| \| \| \| Zhuchengtyrannus magnus \| \| \| \| |
|  |                                                                                |
|  | Tarbosaurus bataar                                                             |
|  |                                                                                |
|  | Zhuchengtyrannus magnus                                                        |
|  |                                                                                |

|  | Tarbosaurus bataar      |
|  |                         |
|  | Zhuchengtyrannus magnus |
|  |                         |

|  | Tyrannosaurus rex                                                              |
|  |                                                                                |
|  | \| \| Tarbosaurus bataar \| \| \| \| \| \| Zhuchengtyrannus magnus \| \| \| \| |
|  |                                                                                |
|  | Tarbosaurus bataar                                                             |
|  |                                                                                |
|  | Zhuchengtyrannus magnus                                                        |
|  |                                                                                |

|  | Tarbosaurus bataar      |
|  |                         |
|  | Zhuchengtyrannus magnus |
|  |                         |

|  | Tyrannosaurus rex                                                              |
|  |                                                                                |
|  | \| \| Tarbosaurus bataar \| \| \| \| \| \| Zhuchengtyrannus magnus \| \| \| \| |
|  |                                                                                |
|  | Tarbosaurus bataar                                                             |
|  |                                                                                |
|  | Zhuchengtyrannus magnus                                                        |
|  |                                                                                |

|  | Tarbosaurus bataar      |
|  |                         |
|  | Zhuchengtyrannus magnus |
|  |                         |

|  | Tyrannosaurus rex                                                              |
|  |                                                                                |
|  | \| \| Tarbosaurus bataar \| \| \| \| \| \| Zhuchengtyrannus magnus \| \| \| \| |
|  |                                                                                |
|  | Tarbosaurus bataar                                                             |
|  |                                                                                |
|  | Zhuchengtyrannus magnus                                                        |
|  |                                                                                |

|  | Tarbosaurus bataar      |
|  |                         |
|  | Zhuchengtyrannus magnus |
|  |                         |

|  | Tyrannosaurus rex                                                              |
|  |                                                                                |
|  | \| \| Tarbosaurus bataar \| \| \| \| \| \| Zhuchengtyrannus magnus \| \| \| \| |
|  |                                                                                |
|  | Tarbosaurus bataar                                                             |
|  |                                                                                |
|  | Zhuchengtyrannus magnus                                                        |
|  |                                                                                |

|  | Tarbosaurus bataar      |
|  |                         |
|  | Zhuchengtyrannus magnus |
|  |                         |

|  | Tyrannosaurus rex                                                              |
|  |                                                                                |
|  | \| \| Tarbosaurus bataar \| \| \| \| \| \| Zhuchengtyrannus magnus \| \| \| \| |
|  |                                                                                |
|  | Tarbosaurus bataar                                                             |
|  |                                                                                |
|  | Zhuchengtyrannus magnus                                                        |
|  |                                                                                |

|  | Tarbosaurus bataar      |
|  |                         |
|  | Zhuchengtyrannus magnus |
|  |                         |

|  | Tyrannosaurus rex                                                              |
|  |                                                                                |
|  | \| \| Tarbosaurus bataar \| \| \| \| \| \| Zhuchengtyrannus magnus \| \| \| \| |
|  |                                                                                |
|  | Tarbosaurus bataar                                                             |
|  |                                                                                |
|  | Zhuchengtyrannus magnus                                                        |
|  |                                                                                |

|  | Tarbosaurus bataar      |
|  |                         |
|  | Zhuchengtyrannus magnus |
|  |                         |

|  | Tyrannosaurus rex                                                              |
|  |                                                                                |
|  | \| \| Tarbosaurus bataar \| \| \| \| \| \| Zhuchengtyrannus magnus \| \| \| \| |
|  |                                                                                |
|  | Tarbosaurus bataar                                                             |
|  |                                                                                |
|  | Zhuchengtyrannus magnus                                                        |
|  |                                                                                |

|  | Tarbosaurus bataar      |
|  |                         |
|  | Zhuchengtyrannus magnus |
|  |                         |

|  | Tyrannosaurus rex                                                              |
|  |                                                                                |
|  | \| \| Tarbosaurus bataar \| \| \| \| \| \| Zhuchengtyrannus magnus \| \| \| \| |
|  |                                                                                |
|  | Tarbosaurus bataar                                                             |
|  |                                                                                |
|  | Zhuchengtyrannus magnus                                                        |
|  |                                                                                |

|  | Tarbosaurus bataar      |
|  |                         |
|  | Zhuchengtyrannus magnus |
|  |                         |

|  | Tyrannosaurus rex                                                              |
|  |                                                                                |
|  | \| \| Tarbosaurus bataar \| \| \| \| \| \| Zhuchengtyrannus magnus \| \| \| \| |
|  |                                                                                |
|  | Tarbosaurus bataar                                                             |
|  |                                                                                |
|  | Zhuchengtyrannus magnus                                                        |
|  |                                                                                |

|  | Tarbosaurus bataar      |
|  |                         |
|  | Zhuchengtyrannus magnus |
|  |                         |

|  | Tyrannosaurus rex                                                              |
|  |                                                                                |
|  | \| \| Tarbosaurus bataar \| \| \| \| \| \| Zhuchengtyrannus magnus \| \| \| \| |
|  |                                                                                |
|  | Tarbosaurus bataar                                                             |
|  |                                                                                |
|  | Zhuchengtyrannus magnus                                                        |
|  |                                                                                |

|  | Tarbosaurus bataar      |
|  |                         |
|  | Zhuchengtyrannus magnus |
|  |                         |

|  | Tyrannosaurus rex                                                              |
|  |                                                                                |
|  | \| \| Tarbosaurus bataar \| \| \| \| \| \| Zhuchengtyrannus magnus \| \| \| \| |
|  |                                                                                |
|  | Tarbosaurus bataar                                                             |
|  |                                                                                |
|  | Zhuchengtyrannus magnus                                                        |
|  |                                                                                |

|  | Tarbosaurus bataar      |
|  |                         |
|  | Zhuchengtyrannus magnus |
|  |                         |

|  | Tyrannosaurus rex                                                              |
|  |                                                                                |
|  | \| \| Tarbosaurus bataar \| \| \| \| \| \| Zhuchengtyrannus magnus \| \| \| \| |
|  |                                                                                |
|  | Tarbosaurus bataar                                                             |
|  |                                                                                |
|  | Zhuchengtyrannus magnus                                                        |
|  |                                                                                |

|  | Tarbosaurus bataar      |
|  |                         |
|  | Zhuchengtyrannus magnus |
|  |                         |

|  | Tyrannosaurus rex                                                              |
|  |                                                                                |
|  | \| \| Tarbosaurus bataar \| \| \| \| \| \| Zhuchengtyrannus magnus \| \| \| \| |
|  |                                                                                |
|  | Tarbosaurus bataar                                                             |
|  |                                                                                |
|  | Zhuchengtyrannus magnus                                                        |
|  |                                                                                |

|  | Tarbosaurus bataar      |
|  |                         |
|  | Zhuchengtyrannus magnus |
|  |                         |

|  | Tyrannosaurus rex                                                              |
|  |                                                                                |
|  | \| \| Tarbosaurus bataar \| \| \| \| \| \| Zhuchengtyrannus magnus \| \| \| \| |
|  |                                                                                |
|  | Tarbosaurus bataar                                                             |
|  |                                                                                |
|  | Zhuchengtyrannus magnus                                                        |
|  |                                                                                |

|  | Tarbosaurus bataar      |
|  |                         |
|  | Zhuchengtyrannus magnus |
|  |                         |

### Gorgosaurus libratus

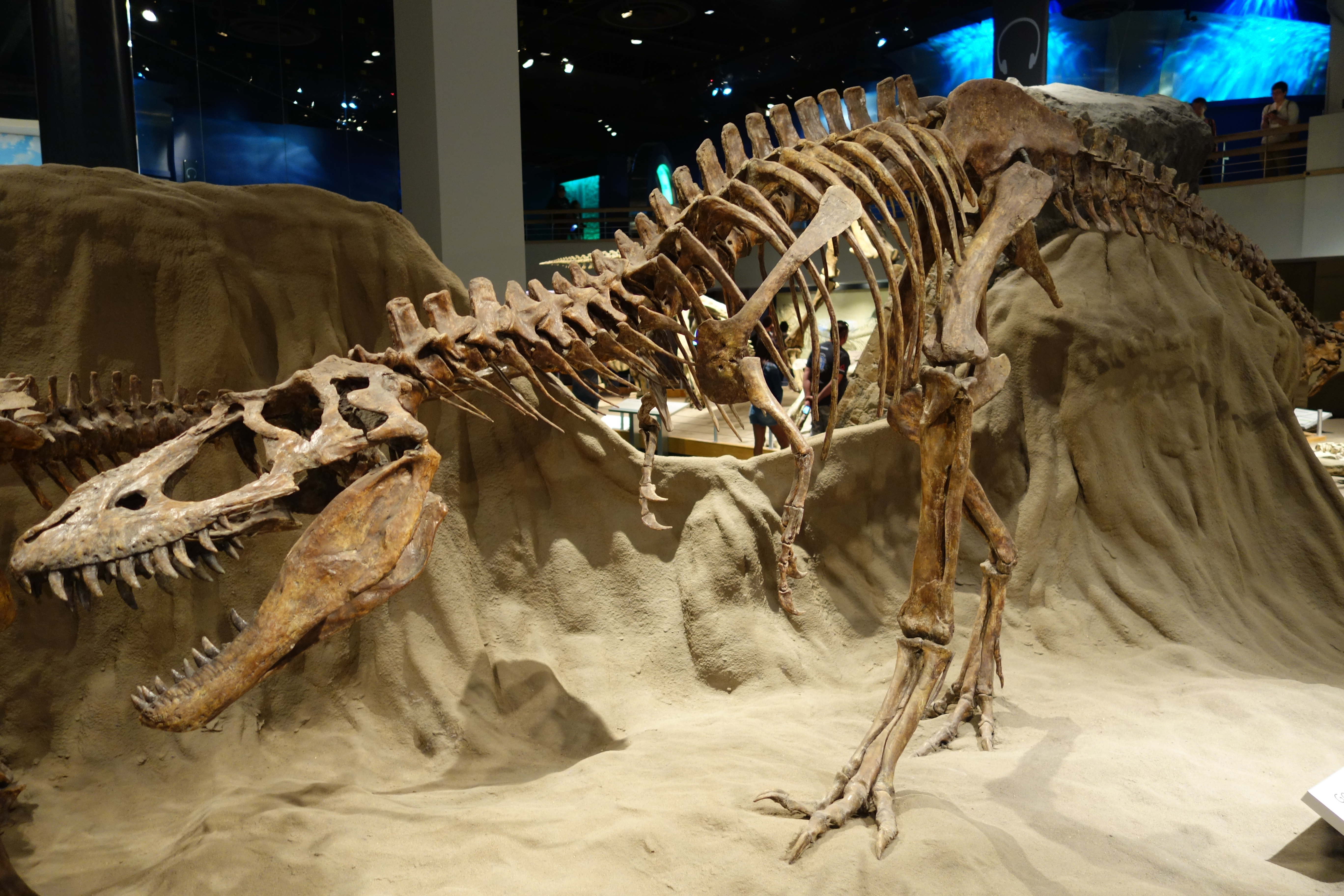
Gorgosaurus è stato descritto come una seconda specie di Albertosaurus, A. libratus, da Dale Russell

Nel 1913, il paleontologo Charles H. Sternberg recuperò uno scheletro di tirannosauride dalla Formazione Dinosaur Park in Alberta, formazione leggermente più antica della Horseshoe Canyon. Lawrence Lambe nominò questo dinosauro Gorgosaurus libratus, nel 1914. Altri esemplari furono successivamente ritrovati in Alberta e nello stato americano del Montana. Non trovando differenze significative per separare i due taxa (dovute principalmente alla mancanza di buon materiale del cranio di Albertosaurus), Dale Russell dichiarò il nome Gorgosaurus un sinonimo junior di Albertosaurus, siccome quest'ultimo era stato nominato per primo, e G. libratus fu ribattezzato Albertosaurus libratus, nel 1970. L'erezione di una seconda specie, fu dovuta alla differenza di età tra le due formazioni. L'aggiunta di questa seconda specie estese l'intervallo temporale del genere Albertosaurus di diversi milioni di anni e la sua estensione geografica verso sud di centinaia di chilometri.
Nel 2003, Philip J. Currie, beneficiando di reperti molto più estesi e di un generale aumento della conoscenza anatomica dei teropodi, confrontò diversi crani di tirannosauridi e giunse alla conclusione che le due specie sono più distinte di quanto si pensasse in precedenza. Poiché le due specie sono sister taxon, sono più strettamente imparentate tra loro che con qualsiasi altra specie di tirannosauride. Riconoscendo ciò, Currie raccomandò tuttavia che Albertosaurus e Gorgosaurus fossero tenuti come generi separati, poiché concluse che non erano più simili di Daspletosaurus e Tyrannosaurus, che sono quasi sempre mantenuti come generi separati. Oltre a ciò, diversi esemplari di albertosaurini sono stati recuperati dall'Alaska e dal Nuovo Messico. Currie suggerì che la situazione Albertosaurus-Gorgosaurus potrebbe essere chiarita una volta che questi nuovi esemplari saranno completamente descritti. La maggior parte degli autori seguì la raccomandazione di Currie, mentre altri considerano ancora i due generi come due specie dello stesso genere.

### Altre specie
Nel 1930, Anatoly Nikolaevich Riabinin eresse la specie Albertosaurus pericolosus sulla base di un dente proveniente dalla Cina che probabilmente apparteneva a Tarbosaurus. Nel 1932, Friedrich von Huene ribattezzò Dryptosaurus incrassatus, che non considerava un nomen dubium, in Albertosaurus incrassatus. Poiché sosteneva la sinonimia di Gorgosaurus con Albertosaurus, nel 1970, Russell ribattezzò Gorgosaurus sternbergi (Matthew & Brown, 1922) in Albertosaurus sternbergi, e Gorgosaurus lancensis (Gilmore, 1946) in Albertosaurus lancensis. La prima specie è oggi vista come una forma giovanile di Gorgosaurus libratus, mentre la seconda è considerata la forma giovanile di Tyrannosaurus. Nel 1988, Gregory S. Paul basò la specie Albertosaurus megagracilis su un piccolo scheletro di tirannosauride (esemplare LACM 28345), proveniente dalla Formazione Hell Creek del Montana. L'esemplare venne ribattezzato Dinotyrannus nel 1995, ma da allora è stato identificato come un giovane Tyrannosaurus. Sempre nel 1988, Paul ribattezzò Alectrosaurus olseni (Gilmore, 1933) in Albertosaurus olseni, ma ciò non trovò seguito nella comunità paleontologica. Nel 1989, Gorgosaurus novojilovi (Maleev, 1955) fu ribattezzato da Bryn Mader e Robert Bradley come Albertosaurus novojilovi.
In due occasioni separate, le specie basate su materiale valido di Albertosaurus furono riassegnate a un genere diverso, Deinodon. Nel 1922, William Diller Matthew ribattezzò A. sarcophagus come Deinodon sarcophagus. Nel 1939, il paleontologo tedesco Oskar Kuhn ribattezzò A. arctunguis come Deinodon arctunguis.

## Storia della scoperta

### Etimologia

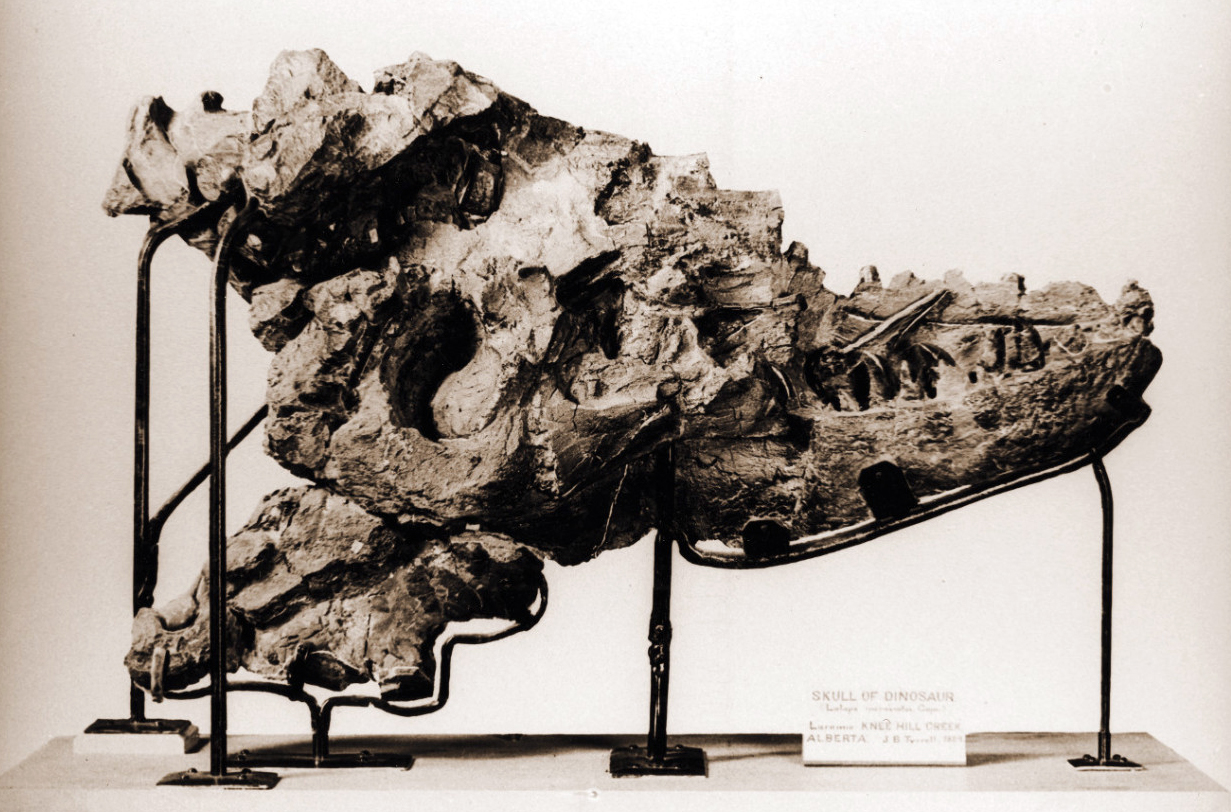
Esemplare olotipo CMN 5600

Albertosaurus venne nominato da Henry Fairfield Osborn in una nota di una pagina alla fine della sua descrizione di Tyrannosaurus, nel 1905. Il nome del genere Albertosaurus prende il nome dall'Alberta, la provincia canadese istituita lo stesso anno in cui furono rinvenuti i primi resti. Il nome generico incorpora anche la parola greca σαυρος/sauros che significa "lucertola", che è il suffisso più comune nei nomi dei dinosauri. La specie tipo è Albertosaurus sarcophagus, e il nome specifico sarcophagus deriva dal termine greco antico σαρκοφάγος/sarkophagos che significa "mangiatore di carne", e ha la stessa etimologia del contenitore funebre con cui condivide il nome, che è una combinazione delle parole greche σαρξ/sarx ossia "carne", e φαγειν/phagein ossia "mangiare". Dalla sua scoperta originale sono stati scoperti più di 30 esemplari fossili di tutte le età.

### Prime scoperte

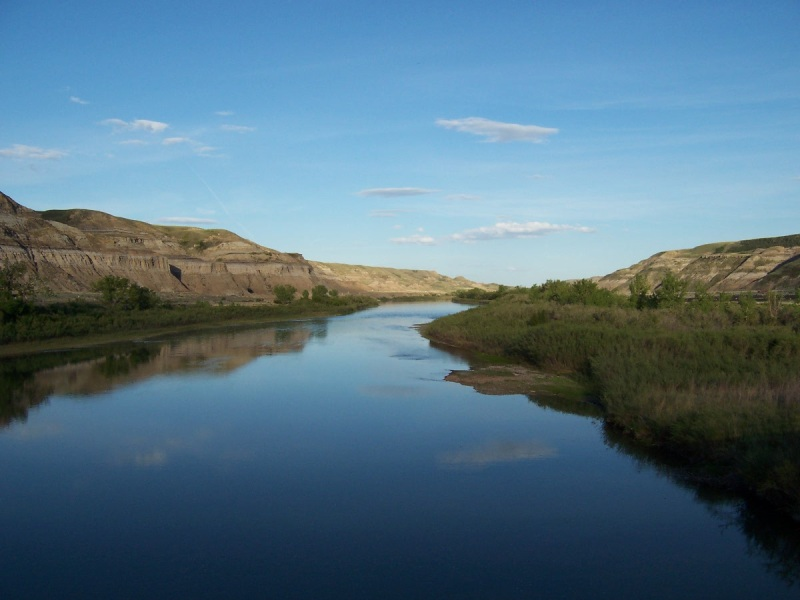
Il fiume Red Deer che scorre vicino a Drumheller, Alberta. Tre quarti dei resti di Albertosaurus sono stati scoperti lungo questo fiume, in affioramenti come quelli su entrambi i lati di questa immagine.

L'esemplare tipo di Albertosaurus è composto da un cranio parziale raccolto il 9 giugno 1884 da un affioramento roccioso della Formazione Horseshoe Canyon lungo il fiume Red Deer in Alberta. L'esemplare fu recuperato da una spedizione del Geological Survey of Canada, guidata dal famoso geologo Joseph Burr Tyrrell. Tuttavia, a causa della mancanza di attrezzature specializzate, solo parte del cranio venne estratto. Nel 1889, un collega di Tyrrell, Thomas Chesmer Weston, trovò un cranio più piccolo e incompleto associato a del materiale scheletrico in un luogo vicino. I due crani furono assegnati alla specie preesistente Laelaps incrassatus da Edward Drinker Cope nel 1892. Sebbene il nome Laelaps fosse già stato dato a un genere di acaro, e fosse stato cambiato in Dryptosaurus nel 1877 da Othniel Charles Marsh, Cope rifiutò ostinatamente di riconoscere il nuovo nome creato dal suo acerrimo rivale. Tuttavia, Lawrence Lambe usò il nome Dryptosaurus incrassatus invece di Laelaps incrassatus quando descrisse i resti in dettaglio nel 1903 e nel 1904, nome creato da una combinazione coniata per la prima volta da Oliver Perry Hay, nel 1902.
In seguito, Osborn notò come D. incrassatus si basasse su dei denti generici di tirannosauride, quindi i due crani della Horseshoe Canyon non potevano essere riferiti con sicurezza a quella specie. I crani della Horseshoe Canyon differivano notevolmente anche dai resti di D. aquilunguis, specie tipo di Dryptosaurus, perciò Osborn diede loro il nuovo nome Albertosaurus sarcophagus, nel 1905. Osborn non descrisse i resti in grande dettaglio, citando solamente la descrizione completa di Lambe dell'anno prima. Entrambi gli esemplari, l'olotipo CMN 5600 e il paratipo CMN 5601, sono conservati presso il Canadian Museum of Nature di Ottawa. All'inizio del ventunesimo secolo, erano sorte alcune preoccupazioni sul fatto che, a causa dello stato danneggiato dell'olotipo, Albertosaurus potesse essere un nomen dubium che poteva essere utilizzato solo per l'esemplare tipo stesso perché altri fossili non potevano essere assegnati in modo affidabile al genere. Tuttavia, nel 2010, Thomas Carr stabilì che l'olotipo, il paratipo e il resto dei ritrovamenti successivi comparabili condividevano tutti un unico tratto unico comune, o autapomorfia: la presenza di un'apertura pneumatica allargata nel bordo posteriore del lato dell'osso palatino, che dimostrava che Albertosaurus fosse un taxon valido.

### Letti d'ossa di Dry Island

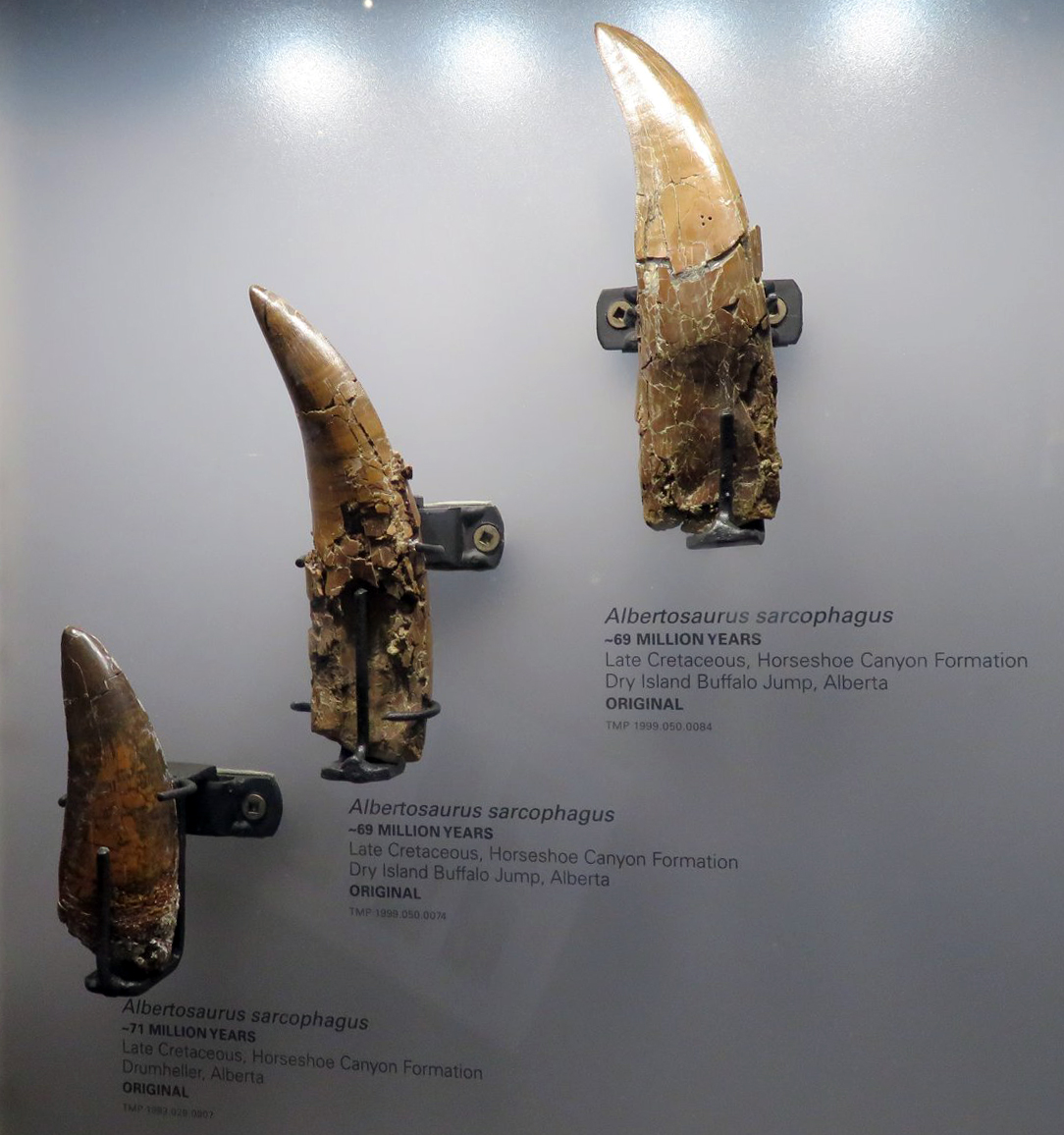
Denti ritrovati a Dry Island e Drumheller, al Royal Tyrrell Museum

L'11 agosto 1910, il paleontologo americano Barnum Brown scoprì i resti di un folto gruppo di Albertosaurus in un'altra cava lungo il fiume Red Deer. A causa del gran numero di ossa e del tempo limitato a disposizione, il gruppo di Brown non riuscì a raccogliere tutti gli esemplari, ma si assicurò di raccogliere i resti di tutti gli individui che poterono identificare nel letto d'ossa. Tra le ossa depositate nelle collezioni del Museo Americano di Storia Naturale di New York City, ci sono sette serie di metatarsi destri, insieme a due ossa isolate delle dita dei piedi che non corrispondevano a nessuno dei metatarsi in termini di dimensioni. Ciò indicava la presenza di almeno nove individui nella cava. Nel 1997, il paleontologo Philip J. Currie del Royal Tyrrell Museum of Paleontology ritrovò il letto d'ossa e riprese le ricerche sul campo, che ora si trovava all'interno del Dry Island Buffalo Jump Provincial Park. Ulteriori scavi dal 1997 al 2005 hanno portato alla luce i resti di altri 13 individui di varie età, tra cui un minuscolo esemplare di due anni e un individuo molto anziano, con una lunghezza stimata di oltre 10 metri. Nessuno di questi esemplari è composto da uno scheletro completo e la maggior parte è rappresentata da resti in entrambi i musei. Gli scavi continuarono fino al 2008, quando il numero minimo di individui presenti era stato stabilito a 12 (sulla base di elementi conservati che compaiono una sola volta in uno scheletro) e a 26 se si contavano elementi specchianti quando di dimensioni diverse, per via dell'ontogenesi. In questo sito vennero recuperate un totale di 1.128 ossa di Albertosaurus, la più grande concentrazione di fossili di teropodi di grandi dimensioni conosciuta dal Cretaceo.

### Altre scoperte

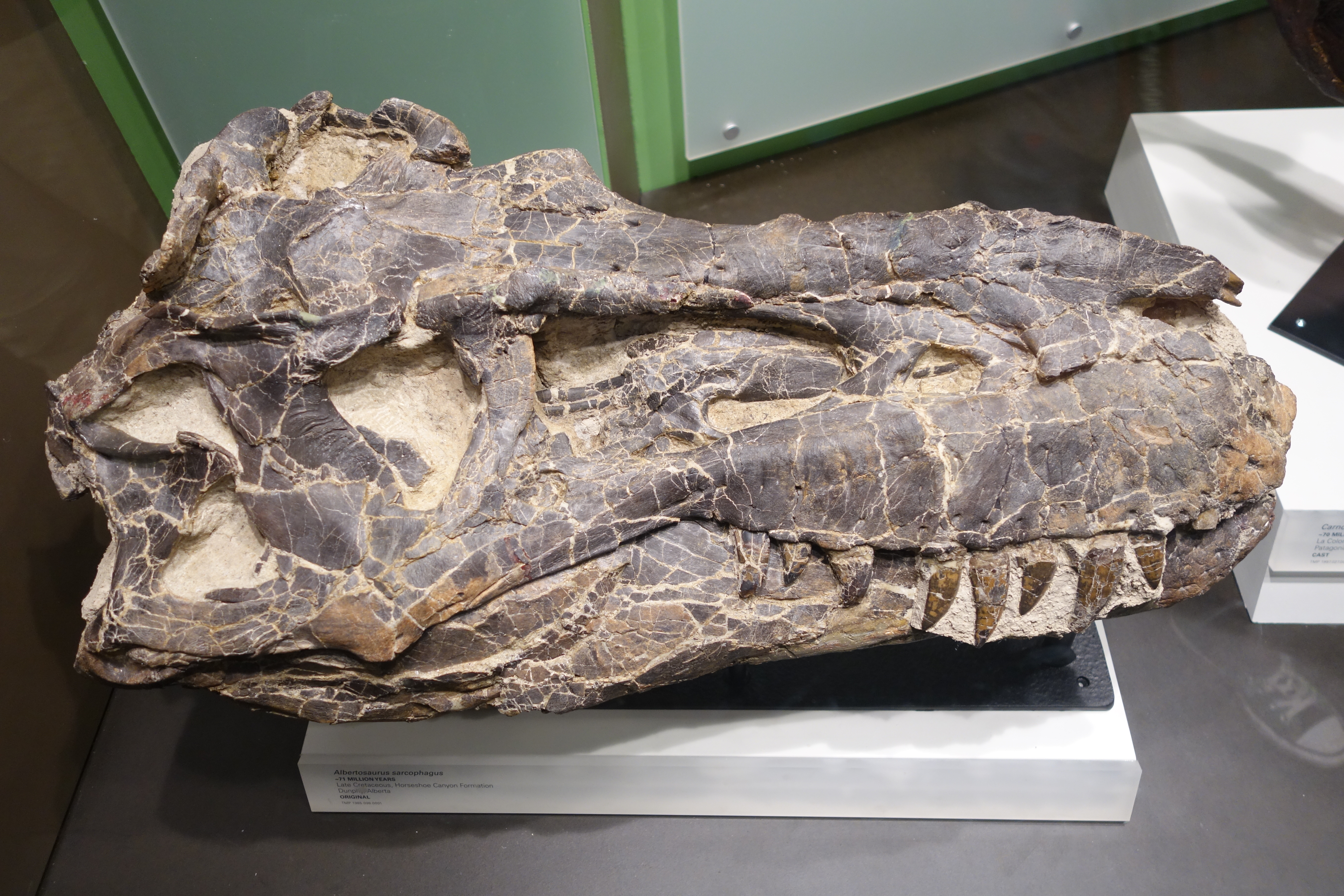
Cranio TMP 1985 098 0001

Nel 1911, Barnum Brown, durante il secondo anno di attività presso l'American Museum of Natural History in Alberta, scoprì un cranio frammentario di Albertosaurus presso il fiume Red Deer vicino al ponte Tolman (esemplare AMNH 5222).
William Parks descrisse una nuova specie nel 1928, Albertosaurus arctunguis, basata su uno scheletro parziale privo di cranio rinvenuto da Gus Lindblad e Ralph Hornell vicino al fiume Red Deer, nel 1923, ma questa specie è stata considerata identica ad A. sarcophagus, pertanto venne sinonimizzata con la specie tipo nel 1970. L'esemplare di Parks (ROM 807) è ospitato presso il Royal Ontario Museum di Toronto.
Tra il 1926 ed il 1972, non furono rinvenuti altri resti di Albertosaurus, ma da allora ci fu un aumento dei ritrovamenti. Oltre al letto di ossa di Dry Island, da allora sono stati scoperti altri sei crani e scheletri in Alberta, ora ospitati in vari musei canadesi. L'esemplare RTMP 81.010.001 venne ritrovato nel 1978 dal paleontologo dilettante Maurice Stefanuk. L'esemplare RTMP 85.098.001 venne ritrovato da Stefanuk il 16 giugno 1985. L'esemplare RTMP 86.64.001 venne rinvenuto nel Dicembre 1985. RTMP 86.205.001 venne ritrovato nel 1986. RTMP 97.058.0001 venne ritrovato nel 1996, seguito da CMN 11315. Sfortunatamente, nessuno di questi scheletri era provvisto di crani completi. Alcuni esemplari sono stati rinvenuti anche negli stati americani del Montana, Nuovo Messico, Wyoming e Missouri, ma si dubita che appartengano alla specie A. sarcophagus, tantomeno al genere Albertosaurus.
Due esemplari di "cf Albertosaurus sp." sono stati ritrovati in Messico all'interno delle formazioni Packard e Corral de Enmedio.

## Paleobiologia

### Modello di crescita

Un grafico che mostra le curve di crescita ipotizzate (massa corporea rispetto all'età) di quattro tirannosauridi, con Albertosaurus in rosso

Grazie all'abbondanza di esemplari fossili di Albertosaurus, i paleontologi sono stati in grado di identificare la maggior parte delle categorie di età. Utilizzando l'istologia ossea, spesso è possibile determinare l'età di un singolo animale al momento della morte, consentendo di stimare i tassi di crescita e confrontarli con altre specie. Il più giovane Albertosaurus conosciuto è un cucciolo di due anni scoperto nel letto d'ossa di Dry Island, il cui peso è stato stimato a circa 50 chilogrammi, e si stima raggiungesse poco più di 2 metri di lunghezza. L'esemplare di 10 metri, proveniente dalla stessa cava, aveva 28 anni ed l'esemplare più vecchio e il più grande conosciuto. Quando si tracciano su un grafico esemplari di età e taglia intermedie, si ottiene una curva di crescita a forma di S, dove la crescita più rapida si verifica in un periodo di quattro anni che termina intorno al sedicesimo anno di vita, un modello osservato anche in altri tirannosauridi. Il tasso di crescita durante questa fase era di 122 chilogrammi all'anno, sulla base di un adulto che pesava 1,3 tonnellate. Altri studi hanno suggerito pesi adulti più elevati, che influenzerebbero l’entità del tasso di crescita, ma non il modello generale. I tirannosauridi di dimensioni simili ad Albertosaurus avevano tassi di crescita simili, sebbene il più grande Tyrannosaurus crescesse a quasi cinque volte questo ritmo (601 chilogrammi all'anno) al suo apice. La fine della fase di rapida crescita suggerisce l'inizio della maturità sessuale in Albertosaurus, sebbene la crescita continuasse a un ritmo più lento per tutta la vita degli animali. La maturazione sessuale durante la crescita attiva sembra essere un tratto condiviso tra i dinosauri a prescindere dalle dimensioni, così come nei grandi mammiferi come gli esseri umani e gli elefanti. Questo modello di maturazione sessuale relativamente precoce differisce sorprendentemente dal modello degli uccelli, che ritardano la loro maturità sessuale fino a quando non hanno finito di crescere.
Durante la crescita, l'ispessimento della morfologia dei denti cambiava così tanto che, se l'associazione di scheletri giovani e adulti nel letto d'ossa di Dry Island non avesse dimostrato che appartenevano allo stesso taxon, i denti dei giovani sarebbero stati probabilmente identificati mediante analisi statistiche come quelli di una specie diversa.

### Ciclo vitale
La maggior parte degli individui di Albertosaurus conosciuti avevano 14 anni o più al momento della morte. Gli animali giovani si fossilizzano raramente per diversi motivi, principalmente per bias di preservazione, per cui le ossa più piccole di animali più giovani avevano meno probabilità di essere preservate mediante fossilizzazione rispetto alle ossa più grandi degli adulti, e per bias di raccolta, per cui i fossili più piccoli hanno meno probabilità di essere notati dai collezionisti sul campo. I giovani Albertosaurus sono relativamente grandi per essere animali giovani, ma i loro resti sono ancora rari nella documentazione fossile rispetto agli adulti. È stato suggerito che questo fenomeno sia una conseguenza del loro ciclo vitale, piuttosto che un bias, e che i fossili di giovani Albertosaurus siano rari perché semplicemente non morivano così spesso come gli adulti.
Un'ipotesi sul ciclo vitale di Albertosaurus postula che i cuccioli morissero in gran numero, ma che non sono si siano conservati nella documentazione fossile a causa delle loro piccole dimensioni e della fragile struttura ossea. Dopo soli due anni, i giovani erano più grandi di qualsiasi altro predatore della regione, a parte gli adulti, e più agili della maggior parte delle loro prede. Ciò comportava una drastica diminuzione del loro tasso di mortalità e una corrispondente rarità dei resti fossili. I tassi di mortalità raddoppiavano all’età di dodici anni, forse come risultato delle esigenze fisiologiche della fase di rapida crescita, per poi raddoppiare nuovamente con l’inizio della maturità sessuale tra i quattordici e i sedici anni. Questo elevato tasso di mortalità è continuava per tutta l’età adulta, forse a causa delle elevate esigenze fisiologiche per l'accoppiamento, inclusi lo stress e le lesioni subite durante la competizione intraspecifica per compagni e risorse, e gli eventuali effetti sempre crescenti della senescenza. Il tasso di mortalità più elevato negli adulti può spiegare la loro più comune conservazione. Gli animali molto grandi erano rari perché pochi individui sopravvivevano abbastanza a lungo da raggiungere tali dimensioni. Tassi elevati di mortalità infantile, seguiti da una mortalità ridotta tra i giovani e da un improvviso aumento della mortalità dopo la maturità sessuale, con pochissimi animali che raggiungevano le loro dimensioni massime, è un modello osservato in molti grandi mammiferi moderni, tra cui elefanti, bufali africani e rinoceronti. Lo stesso modello è osservabile anche in altri tirannosauridi. Il confronto con gli animali moderni e altri tirannosauridi supporta questa ipotesi sul ciclo vitale di questi animali, ma i bias nella documentazione fossile possono ancora svolgere un ruolo importante, soprattutto perché più di due terzi di tutti gli esemplari di Albertosaurus provengono dalla stessa località.

### Comportamento sociale

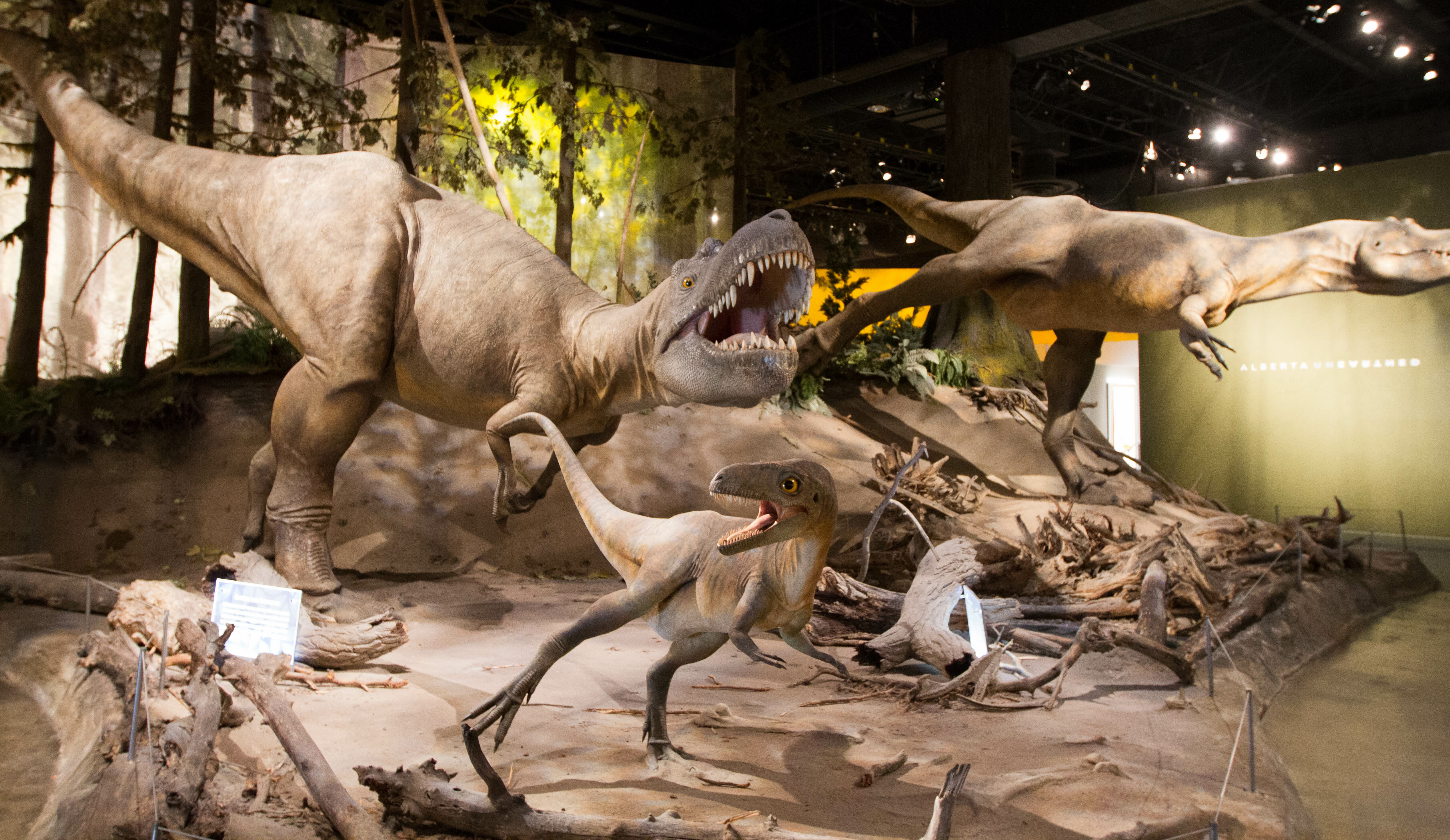
Ricostruzione museale

Il letto d'ossa di Dry Island scoperto da Barnum Brown e dal suo staff contiene i resti di 26 Albertosaurus, il maggior numero di individui trovati in una singola località tra qualsiasi grande teropode del Cretaceo, e il secondo tra tutti i grandi dinosauri teropodi dopo il letto d'ossa di Allosaurus presso il Cleveland-Lloyd Dinosaur Quarry nello Utah. Il gruppo sembra essere composto da un adulto molto anziano, otto adulti tra i 17 e i 23 anni, sette subadulti in fase di crescita rapida tra i 12 e i 16 anni e sei giovani di età compresa tra 2 e 11 anni che non avevano ancora raggiunto la fase di crescita rapida.
La quasi assenza di resti di erbivori e lo stato di conservazione simile tra gli individui presenti nella cava del letto d'ossa hanno portato Currie a concludere che la località non fosse una trappola per predatori, come La Brea Tar Pits in California, e che tutti gli animali conservativisi morirono nello stesso momento, suggerendo che questi animali vivessero in gruppo. Altri scienziati sono scettici al riguardo, osservando che gli animali potrebbero essere stati spinti insieme da una siccità, un'alluvione o altri motivi.
Mentre esistono diverse prove sul comportamento sociale tra i dinosauri erbivori, tra cui ceratopsi e hadrosauri, è raro trovare prove concrete di comportamenti sociali o gregari nei teropodi. Piccoli teropodi, come Deinonychus e Coelophys, sono stati ritrovati in gran numero in singole località, così come teropodi più grandi, come Allosaurus e Mapusaurus. Ci sono prove di comportamenti gregari anche in altri tirannosauridi, come nel caso dell'esemplare "Sue", il Tyrannosaurus montato al Field Museum of Natural History di Chicago, ritrovato con resti frammentari di individui più piccoli, ed un letto d'ossa nella Formazione Two Medicine, in Montana, che contiene almeno tre esemplari di Daspletosaurus conservati insieme a diversi hadrosauri. Tuttavia, il solo essere ritrovati insieme non significa che questi animali, rappresentassero un gruppo familiare o gregario. Questi risultati potrebbero corroborare le prove del comportamento sociale in Albertosaurus, sebbene alcune o tutte le località di cui sopra possano rappresentare aggregazioni temporanee o inusuali. Altri hanno ipotizzato che, invece di gruppi sociali, almeno alcuni di questi casi rappresentino un'aggregazione temporanea per nutrirsi di carcasse, in modo simile a come si comportano i moderni draghi di Komodo, dove la competizione aggressiva per il cibo porta alcuni dei predatori ad essere uccisi e persino cannibalizzati dai loro simili.
Currie speculò anche sulle possibili abitudini di caccia in branco di Albertosaurus. Le proporzioni delle gambe degli individui più piccoli erano paragonabili a quelle degli ornithomimidi, che erano probabilmente tra i dinosauri più veloci. Gli Albertosaurus più giovani erano probabilmente altrettanto agili o almeno più veloci delle loro prede. Currie ipotizzò che i membri più giovani del branco potessero essere responsabili nello spingere le loro prede verso gli adulti, che erano più grandi e potenti, ma anche più lenti. In alternativa, i giovani potrebbero anche aver avuto stili di vita diversi rispetto agli adulti, riempiendo nicchie ecologiche predatorie intermedie tra gli enormi adulti e i più piccoli teropodi contemporanei, i più grandi dei quali erano due ordini di grandezza più piccoli di un Albertosaurus. Una situazione simile si osserva nei moderni draghi di Komodo, con i piccoli che iniziano la vita come piccoli insettivori prima di crescere fino a diventare i predatori dominanti sulle loro isole. Tuttavia, poiché la conservazione del comportamento nella documentazione fossile è estremamente rara, queste idee non possono essere facilmente testate. Nel 2010, Currie, pur continuando a favorire l’ipotesi della caccia in branco, ha ammesso che la concentrazione di animali all'interno del letto d'ossa potrebbe essere stata creata da altre cause, come un lento aumento del livello dell’acqua durante un’alluvione prolungata. Nel 2023, la descrizione di un giovane esemplare di Gorgosaurus nella cui cavità toracica erano ancora presenti i resti del suo ultimo passo, gli arti posteriori di due esemplari dell'oviraptorosauro Citipes, sembrerebbe avvalorare l'idea che giovani ed adulti avessero preferenze di dieta diverse.

### Paleopatologia

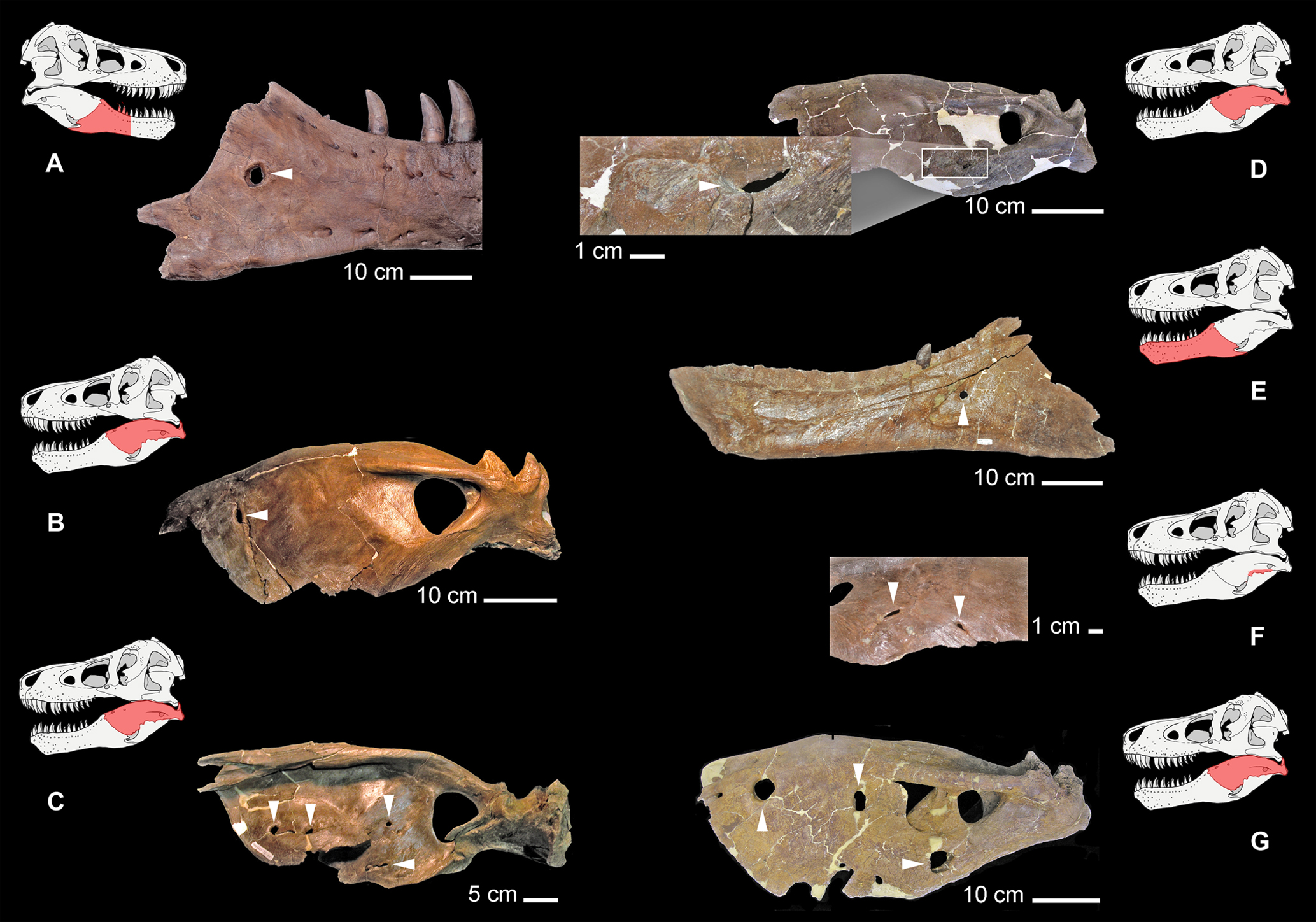
Ossa mascellari di vari tyrannosauri con lesioni di tipo tricomonosi; D (in alto a destra) appartiene ad Albertosaurus

Nel 2009, i ricercatori hanno ipotizzato che i fori dai bordi levigati trovati nelle mascelle fossili di diversi tirannosauridi, come Albertosaurus, fossero causati da un parassita simile al Trichomonas gallinae, che oggi infetta gli uccelli. I ricercatori che avanzarono questa ipotesi suggerirono che i tirannosauridi si trasmettessero l'infezione mordendosi a vicenda e che l'infezione compromettesse la loro capacità di mangiare.
Nel 2001, Bruce Rothschild e altri pubblicarono uno studio che esaminava le prove di fratture da stress e avulsioni dei tendini nei dinosauri teropodi e le implicazioni sul loro comportamento. Hanno scoperto che solo una delle 319 ossa del piede di Albertosaurus controllate per fratture da stress presentava effettivamente segni di quest'ultima, così come nessuna delle quattro ossa della mano. Gli scienziati hanno scoperto che le fratture da stress erano "significativamente" meno comuni in Albertosaurus che nel carnosauro Allosaurus. ROM 807, l'olotipo di A. arctunguis (ora riferito ad A. sarcophagus), presentava un foro profondo 2,5 x 3,5 centimetri nella lama iliaca, sebbene il descrittore della specie non lo riconoscesse come patologico. L'esemplare presenta anche alcune esostosi sul quarto metatarso sinistro. Nel 1970, due dei cinque esemplari di Albertosaurus provvisti di omeri furono segnalati da Dale Russel come affetti da danni patologici.
Nel 2010, venne analizzata la salute generale dell'insieme degli esemplari di Albertosaurus di Dry Island, ma la maggior parte degli esemplari non mostrava segni evidenti di malattia. Su tre falangi del piede erano presenti strani speroni ossei costituiti da ossificazioni anomale dei tendini, i cosiddetti entesofiti, ma la loro causa è sconosciuta. Due costole e una costola del ventre mostravano segni di frattura e guarigione. Un esemplare adulto presentava una ferita da morso e segni di morsi guariti e non sul ramo mandibolare sinistro. Il basso numero di anomalie si confronta favorevolmente con le condizioni di salute di una popolazione di Majungasaurus di cui è stato stabilito, nel 2007, che il 19% degli individui presentava patologie ossee.

## Paleoecologia

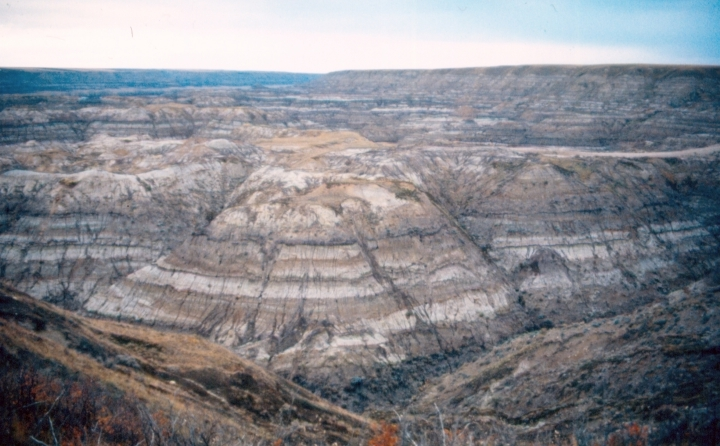
La Formazione Horseshoe Canyon è esposta nella sua sezione tipo a Horseshoe Canyon, Alberta

La maggior parte dei fossili di Albertosaurus sono conosciuti dagli strati superiori della Formazione Horseshoe Canyon, in Alberta. Queste unità più recenti di questa formazione geologica risalgono alla prima età del Maastrichtiano del Cretaceo superiore, circa dai 70 ai 68 milioni di anni fa. Immediatamente sotto questa formazione c'è il Bearpaw Shale, una formazione marina che rappresenta una sezione del Mare Interno Occidentale. Il mare interno si stava ritirando a seguito del raffreddamento del clima, e verso la fine del Cretaceo il livello del mare si stava lentamente abbassando esponendo così terre precedentemente sommerse. Non fu un processo agevole, tuttavia, e il mare si alzava periodicamente fino a coprire parti della regione attraverso l'Horseshoe Canyon prima di ritirarsi del tutto. A causa del cambiamento del livello del mare, nella formazione Horseshoe Canyon sono rappresentati molti ambienti diversi, inclusi habitat marini e vicini alla costa e habitat costieri, come lagune, estuari e piane di marea. Numerosi giacimenti di carbone rappresentano antiche paludi di torba. Come la maggior parte degli altri fossili di vertebrati della formazione, i resti di Albertosaurus si trovano in depositi depositatisi nei delta e nelle pianure alluvionali di grandi fiumi durante la seconda metà del periodo dell'Horseshoe Canyon.
La fauna della Formazione Horseshoe Canyon è ben nota, poiché i fossili di vertebrati, compresi quelli di dinosauri, sono molto comuni. Squali, razze, storioni, amie, lucci e Aspidorhynchus, simile ad un luccio, costituivano la fauna ittica. I mammiferi includevano diversi multitubercolati e il marsupiale Didelphodon. Il plesiosauro marino Leurospondylus è stato ritrovato nei sedimenti marini dell'Horseshoe Canyon, mentre gli ambienti d'acqua dolce erano popolati da tartarughe, Champsosaurus e coccodrilli, come Leidyosuchus e Stangerochampsa. I dinosauri erano la fauna dominante della regione, in particolare gli hadrosauri che costituiscono la metà di tutti i dinosauri conosciuti da questa formazione, ed includono i generi Edmontosaurus, Saurolophus e Hypacrosaurus. Molto comuni erano anche i ceratopsiani e gli ornitomimidi, che insieme costituivano un altro terzo della fauna conosciuta. Insieme agli ankylosauri e ai pachycephalosauri, molto più rari, tutti questi animali sarebbero stati preda di una vasta gamma di teropodi carnivori, tra cui troodontidi, dromaeosauridi e caenagnatidi. Mescolate ai resti di Albertosaurus nel letto d'ossa di Dry Island, furono trovate le ossa di un altro piccolo teropode, l'alvarezsauride Albertonykus. Gli Albertosaurus adulti erano i superpredatori del loro ambiente, con nicchie intermedie possibilmente riempite dai giovani individui.

## Nella cultura di massa

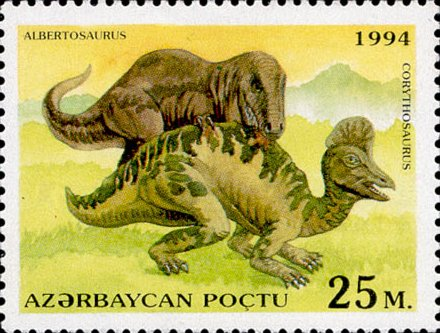
Un francobollo azero del 1994 raffigurante un Albertosaurus che attacca un Corythosaurus

Grazie all'abbondanza dei suoi resti fossili, Albertosaurus è un dinosauro di un certo rilievo nell'ambito della paleontologia, e pertanto ha avuto alcune apparizioni in diversi media riguardanti i dinosauri. Un esemplare privo di una mano appare come dinosauro antagonista nella serie TV canadese Primeval: New World. Appare, inoltre, in cartoni come Alla ricerca della Valle Incantata 8 - Avventura tra i ghiacci e nell'anime Dinosaur King.
All'interno dei documentari, Albertosaurus fa la sua comparsa nell'episodio Il coccodrillo gigante del documentario Prehistoric Park, dove viene mostrato come un contemporaneo di Deinosuchus. Tuttavia, la rappresentazione della fauna dei dinosauri dell'episodio fu fortemente influenzata dalla Formazione Kaiparowits, nello Utah meridionale, un'altra località Campaniana. I resti di tyrannosauro provenienti da questa formazione erano conosciuti all'epoca, e furono provvisoriamente considerati appartenenti ad Albertosaurus, ma in seguito furono descritti come appartenenti a Teratophoneus; Appare inoltre nel documentario Jurassic Fight Club, nell'episodio Il Fiume della Morte, dove una coppia cerca di attaccare un branco di Pachyrhinosaurus; Appare infine nel film documentario La marcia dei dinosauri, dove viene ricostruito come un cacciatore gregario e ricoperto di piume.
Nonostante non abbia mai fatto un'apparizione ufficiale all'interno del franchise di Jurassic Park, Albertosaurus è apparso in molti dei videogiochi della saga, come Jurassic Park: Operation Genesis, Jurassic Park: Builder, Jurassic World: il gioco, Jurassic World Evolution, Jurassic World Evolution 2 e in Jurassic World Alive.